# Banyuls-sur-Mer
Pour les articles homonymes, voir Banyuls.
Banyuls-sur-Mer  ([baɲulssyʁmɛːʁ], en catalan, Banyuls de la Marenda) est une commune française, située dans le sud-est du département des Pyrénées-Orientales en région Occitanie et dans l'arrondissement de Céret.
Exposée à un climat océanique altéré, elle est drainée par la Baillaury et par divers autres petits cours d'eau. La commune possède un patrimoine naturel remarquable : deux sites Natura 2000 : le massif des Albères et la côte Vermeille, quatre espaces protégés (le « biotope de la Doradille Laineuse », la réserve naturelle nationale de Cerbère-Banyuls, l'« Armen » et le « Cap de l'Abeille ») et huit zones naturelles d'intérêt écologique, faunistique et floristique.

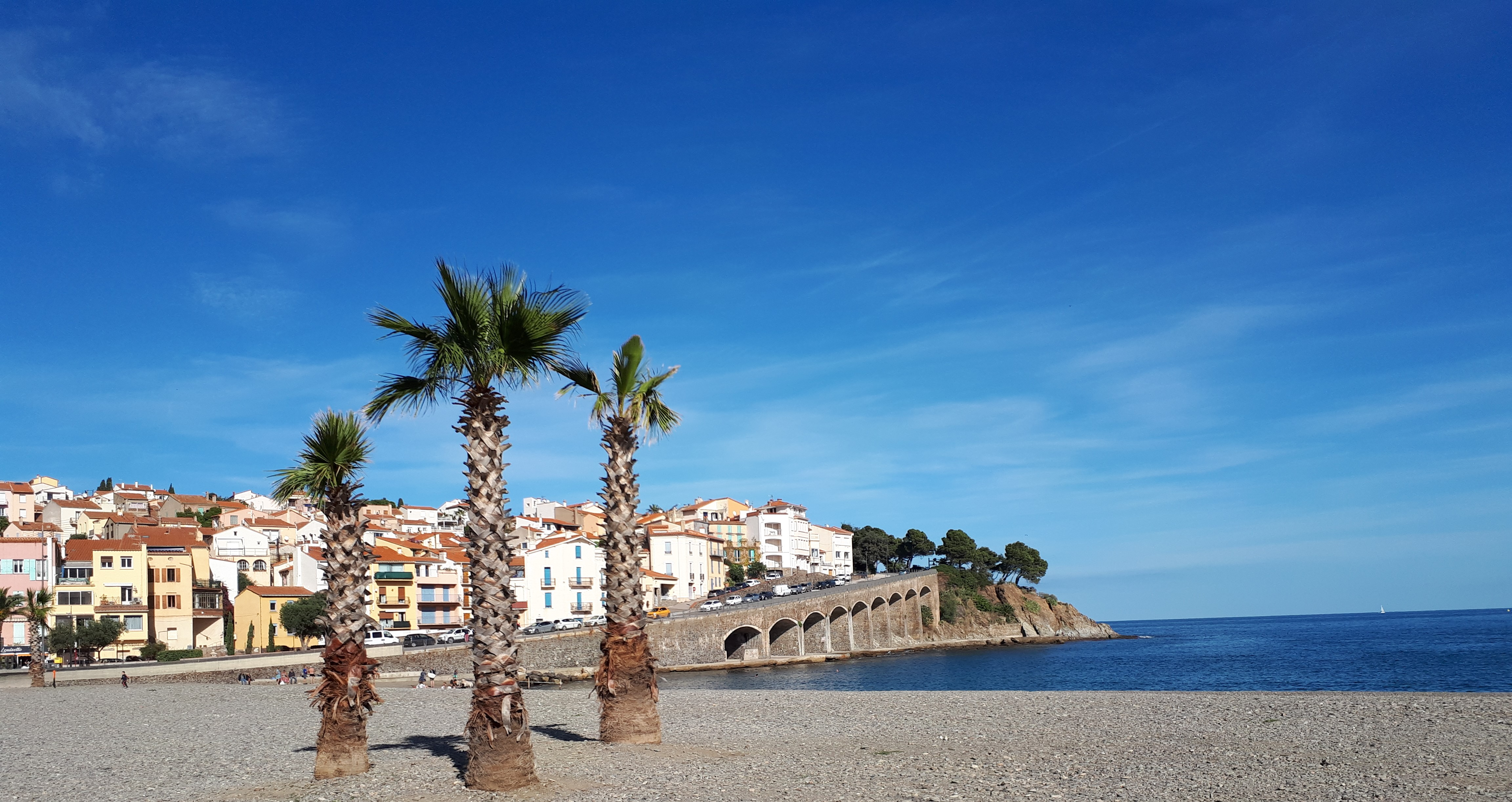
La plage de Banyuls-sur-Mer en hiver.

Deuxième station balnéaire la plus méridionale de France métropolitaine, Banyuls-sur-Mer est fréquentée en toutes saisons. Elle groupe autour de sa baie la vieille ville, le port, une plage (galets et sable) et une jetée prenant appui sur un îlot rocheux : l'île Grosse où se trouve le monument aux morts de 1914-1918, œuvre du sculpteur Aristide Maillol. Ses habitants sont appelés les Banyulencs et les Banyulenques. La ville donne son nom à la région viticole du banyuls.

## Géographie

### Localisation
La commune de Banyuls-sur-Mer se trouve dans le département des Pyrénées-Orientales, en région Occitanie et est frontalière avec l'Espagne (Catalogne).
Elle se situe à 31 km à vol d'oiseau de Perpignan, préfecture du département, à 31 km de Céret, sous-préfecture, et à 11 km d'Argelès-sur-Mer, bureau centralisateur du canton de la Côte Vermeille dont dépend la commune depuis 2015 pour les élections départementales.
La commune est par ailleurs ville-centre du bassin de vie de Banyuls-sur-Mer.
Les communes les plus proches sont :
Port-Vendres (4,4 km), Cerbère (5,3 km), Collioure (6,2 km), Argelès-sur-Mer (11,1 km), Saint-André (14,8 km), Sorède (15,0 km),
Sur le plan historique et culturel, Banyuls-sur-Mer fait partie de l'ancienne province du royaume de France, le Roussillon, qui a existé de 1659 jusqu'à la création du département des Pyrénées-Orientales en 1790 et qui recouvrait les trois vigueries du Roussillon, du Conflent et de Cerdagne.
| Collioure                | Port-Vendres              |                  |
| Argelès-sur-Mer          | Banyuls-sur-Mer           | Mer Méditerranée |
| Espolla (es), Rabós (es) | Colera (es), Portbou (es) | Cerbère          |

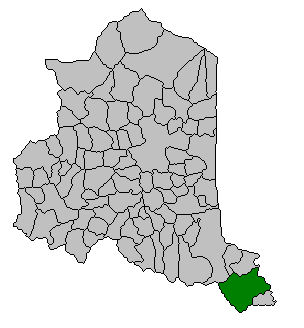
Localisation.
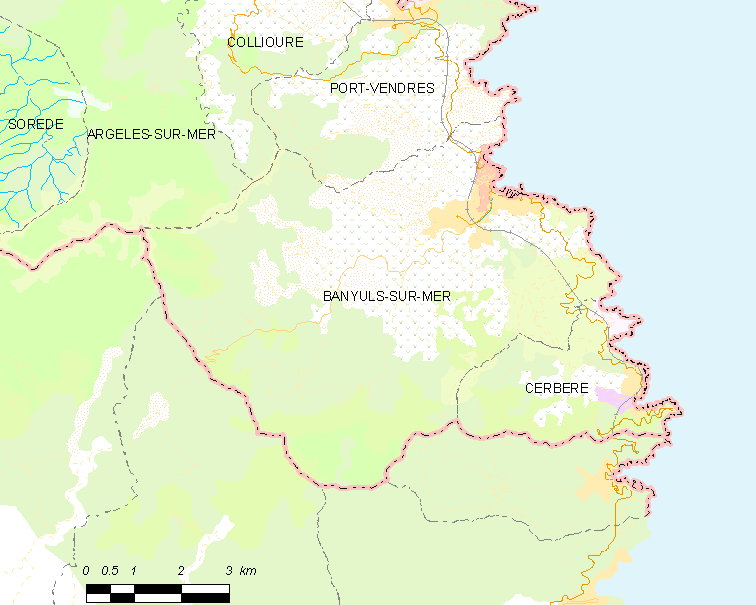
Situation de Banyuls-sur-Mer.

### Paysages et relief
La superficie de la commune est de 4 243 hectares. La topographie de la commune est montagneuse, avec de grands écarts d'altitude. Le point le plus bas est à zéro mètre, soit le niveau de la mer. Son sommet culmine à 965 mètres. Le centre du village est à une altitude de 4 m.
L'altitude moyenne est de l'ordre de 483 mètres.
Au sud du territoire, se trouve le col de Banyuls qui culmine à 361 mètres d'altitude, lieu de passage transfrontalier entre la France et l'Espagne.

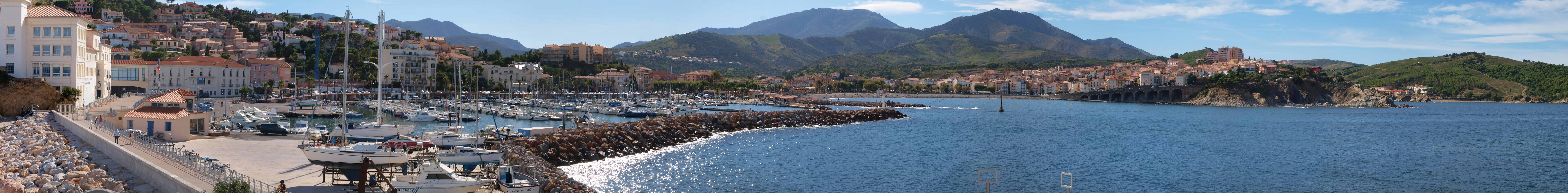
Panorama de Banyuls.

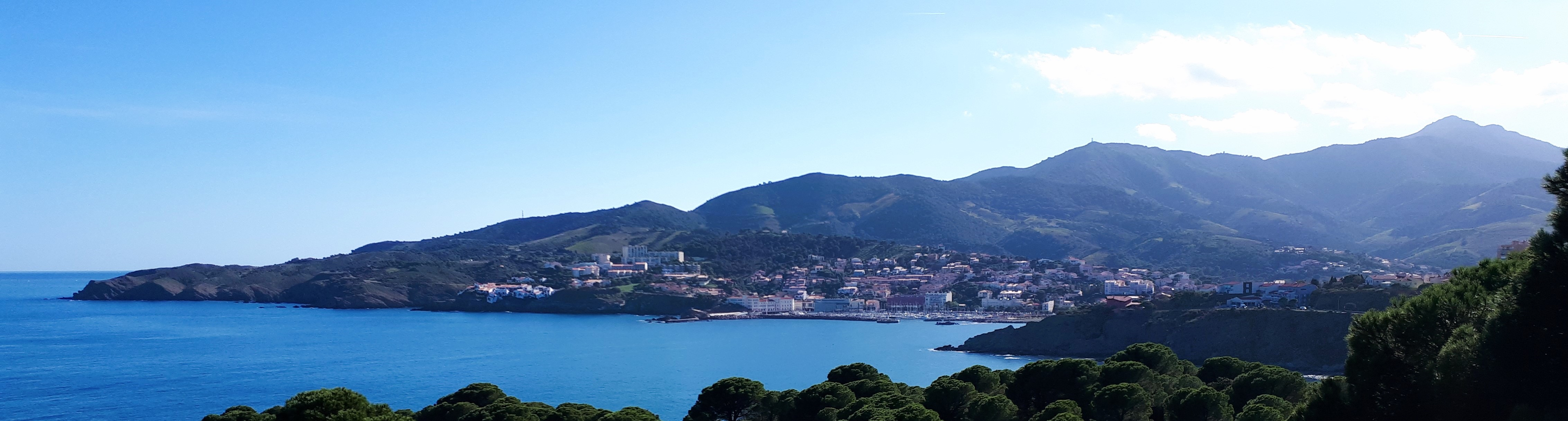
Banyuls-sur-Mer et Tour de Querroig (à droite)

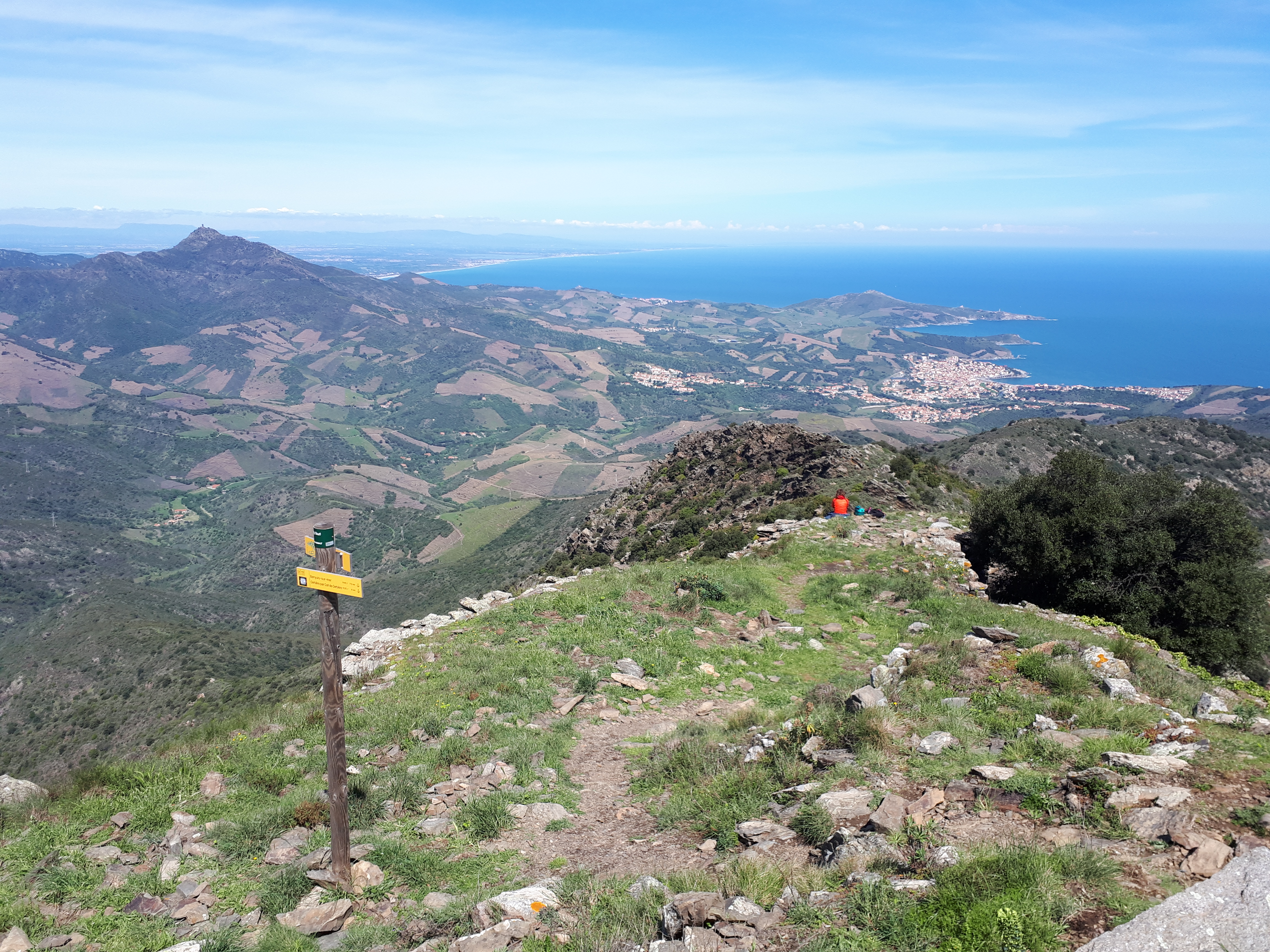
Banyuls-sur-Mer : vue depuis la tour de Querroig.

### Géologie

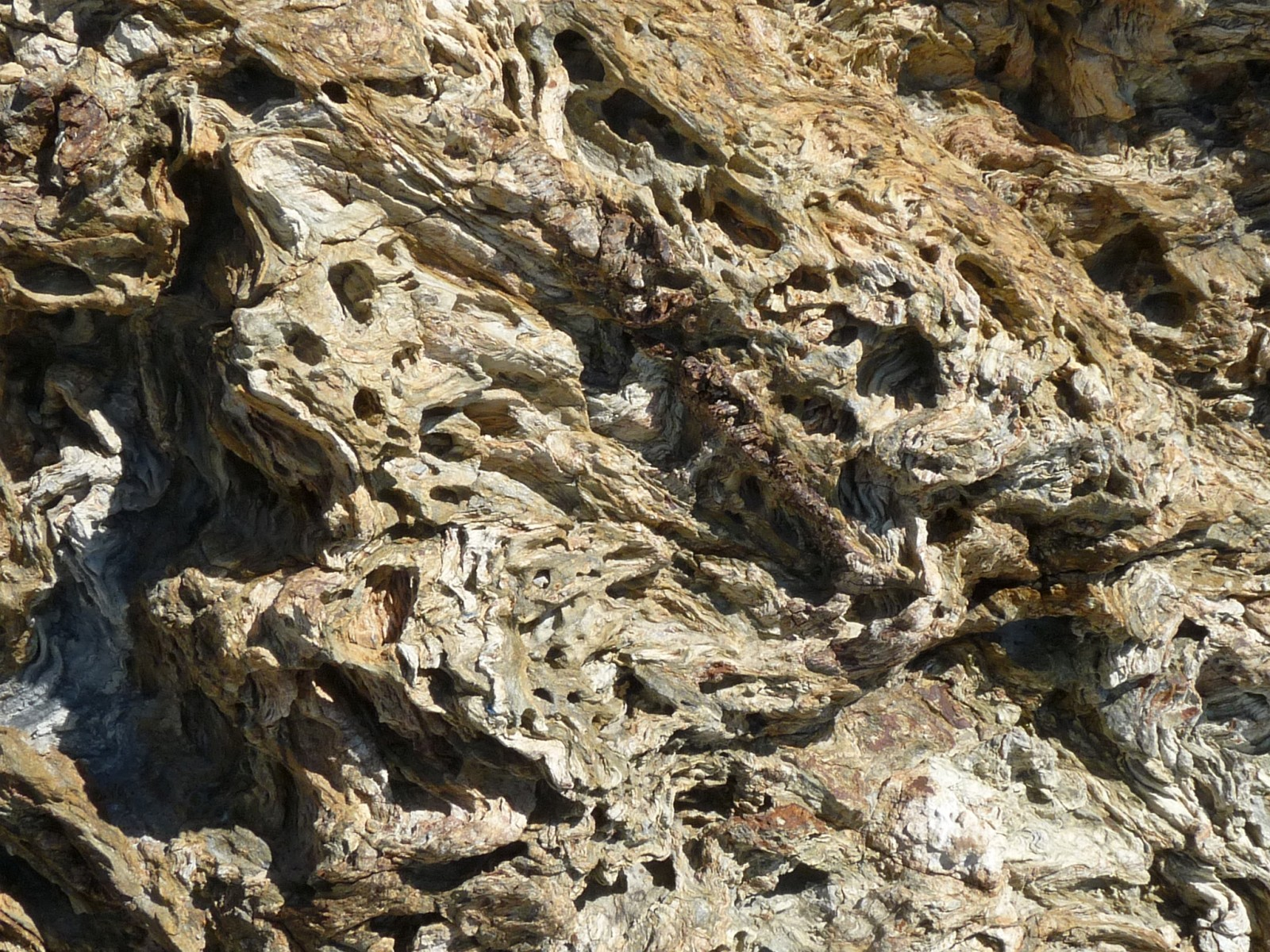
Schiste calcaire du Paléozoïque, au niveau de la plage.

Reposant sur un substrat principalement siliceux, les sols sont acides, d'où la présence de maquis et non de garrigues, présents sur les sols calcaires.
La commune est classée en zone de sismicité 3, correspondant à une sismicité modérée.

### Hydrographie
- La Baillaury[17] est un minuscule torrent, souvent à sec, qui traverse la commune. Son nom désigne l'or[18].
  - rec de la Rovira, près du musée Maillol ;
  - rec de les Escomes.

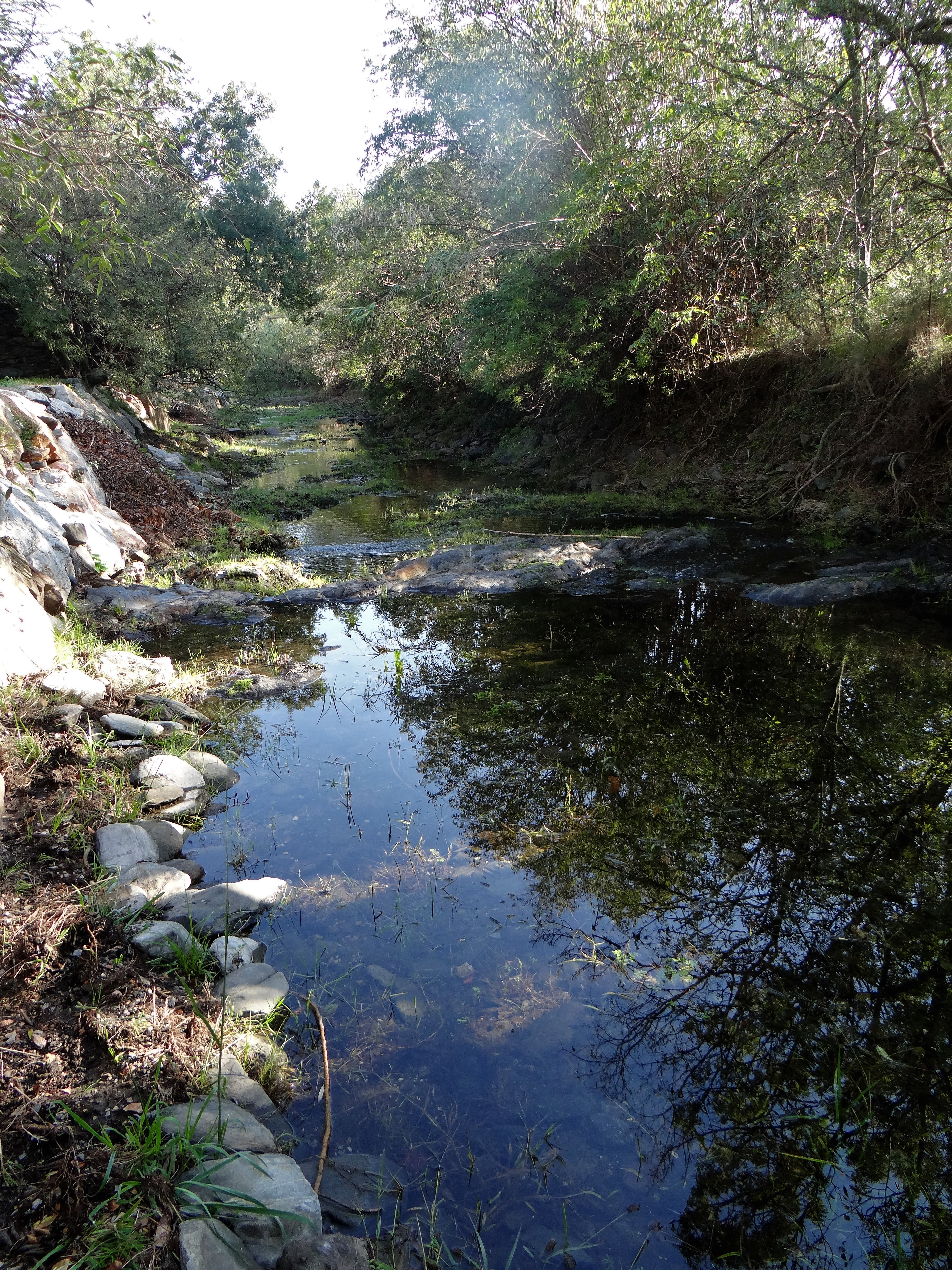
Rec de la Rovira

Les inondations et les coulées de boue sont les principales catastrophes survenues au cours des vingt dernières années : sept événements recensés.

### Climat
Pour des articles plus généraux, voir Climat de l'Occitanie et Climat des Pyrénées-Orientales.
En 2010, le climat de la commune est de type climat méditerranéen altéré, selon une étude du CNRS s'appuyant sur une série de données couvrant la période 1971-2000. En 2020, Météo-France publie une typologie des climats de la France métropolitaine dans laquelle la commune est exposée à un climat méditerranéen et est dans la région climatique Provence, Languedoc-Roussillon, caractérisée par une pluviométrie faible en été, un très bon ensoleillement (2 600 h/an), un été chaud (21,5 °C), un air très sec en été, sec en toutes saisons, des vents forts (fréquence de 40 à 50 % de vents > 5 m/s) et peu de brouillards.
Pour la période 1971-2000, la température annuelle moyenne est de 15,4 °C, avec une amplitude thermique annuelle de 14,9 °C. Le cumul annuel moyen de précipitations est de 742 mm, avec 4,9 jours de précipitations en janvier et 3,3 jours en juillet. Pour la période 1991-2020, la température moyenne annuelle observée sur la station météorologique la plus proche, située sur la commune du Perthus à 22 km à vol d'oiseau, est de 15,4 °C et le cumul annuel moyen de précipitations est de 849,6 mm,. Pour l'avenir, les paramètres climatiques de la commune estimés pour 2050 selon différents scénarios d’émission de gaz à effet de serre sont consultables sur un site dédié publié par Météo-France en novembre 2022.

### Milieux naturels et biodiversité

#### Espaces protégés
La protection réglementaire est le mode d’intervention le plus fort pour préserver des espaces naturels remarquables et leur biodiversité associée,.
Dans ce cadre, la commune fait partie.
Quatre espaces protégés sont présents sur la commune :
- le « biotope de la Doradille Laineuse », objet d'un arrêté de protection de biotope, d'une superficie de 0,1 ha[28] ;
- la réserve naturelle nationale de Cerbère-Banyuls, première réserve marine française créée en 1974 et d'une superficie de 603 ha de mer entre Banyuls-sur-Mer et Cerbère. Entre 15 et 30 m de fond, les herbiers de posidonie, une des principales richesses méditerranéennes, ondulent au gré des courants. Ces prairies aquatiques, véritables nurseries, abritent diverses espèces de poissons, poulpes et éponges[29],[30] ;
- l'« Armen », un terrain acquis par le Conservatoire du Littoral, d'une superficie de 0,6 ha[31],[32] ;
- le « Cap de l'Abeille », un terrain acquis par le Conservatoire du Littoral, d'une superficie de 9,1 ha[33],[34].

#### Réseau Natura 2000

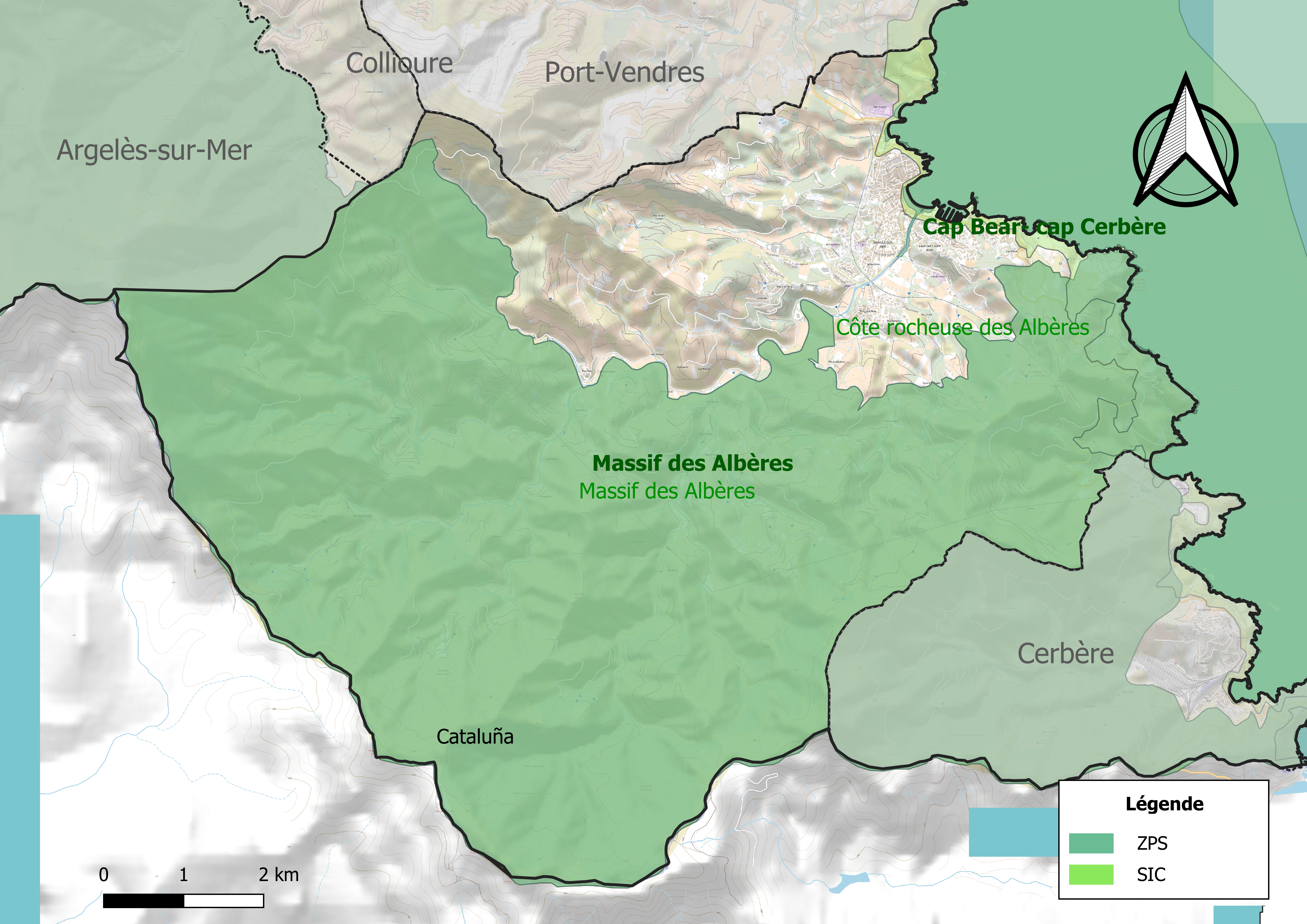
Sites Natura 2000 sur le territoire communal.

Le réseau Natura 2000 est un réseau écologique européen de sites naturels d'intérêt écologique élaboré à partir des directives habitats et oiseaux, constitué de zones spéciales de conservation (ZSC) et de zones de protection spéciale (ZPS).
Deux sites Natura 2000 ont été définis sur la commune au titre de la directive habitats :
- le massif des Albères, d'une superficie de 6 978 ha, accueille une série remarquable d'étages de végétation, du thermo méditerranéen (parties abritées proches du littoral) au montagnard (hétraies, milieux rocheux, nardaies), en passant par le méditerranéen (maquis, chênaies)[37] ;
- la côte Vermeille, d'une superficie de 536 ha, un site remarquable de falaises maritimes schisteuses, riches en espèces endémiques, et correspondant à des associations spécifiques du Roussillon et de la Catalogne[38] ;

et au titre de la directive oiseaux
- le massif des Albères, d'une superficie de 7 113 ha, se trouve sur l'axe migratoire majeur de la partie orientale des Pyrénées et inclut les principaux cols fréquentés lors des passages migratoires de printemps et d'automne[39].

#### Zones naturelles d'intérêt écologique, faunistique et floristique
L’inventaire des zones naturelles d'intérêt écologique, faunistique et floristique (ZNIEFF) a pour objectif de réaliser une couverture des zones les plus intéressantes sur le plan écologique, essentiellement dans la perspective d’améliorer la connaissance du patrimoine naturel national et de fournir aux différents décideurs un outil d’aide à la prise en compte de l’environnement dans l’aménagement du territoire.
Sept ZNIEFF de type 1 sont recensées sur la commune :
- les « cap d'Oullestrell » (46 ha), couvrant 2 communes du département[41] ;

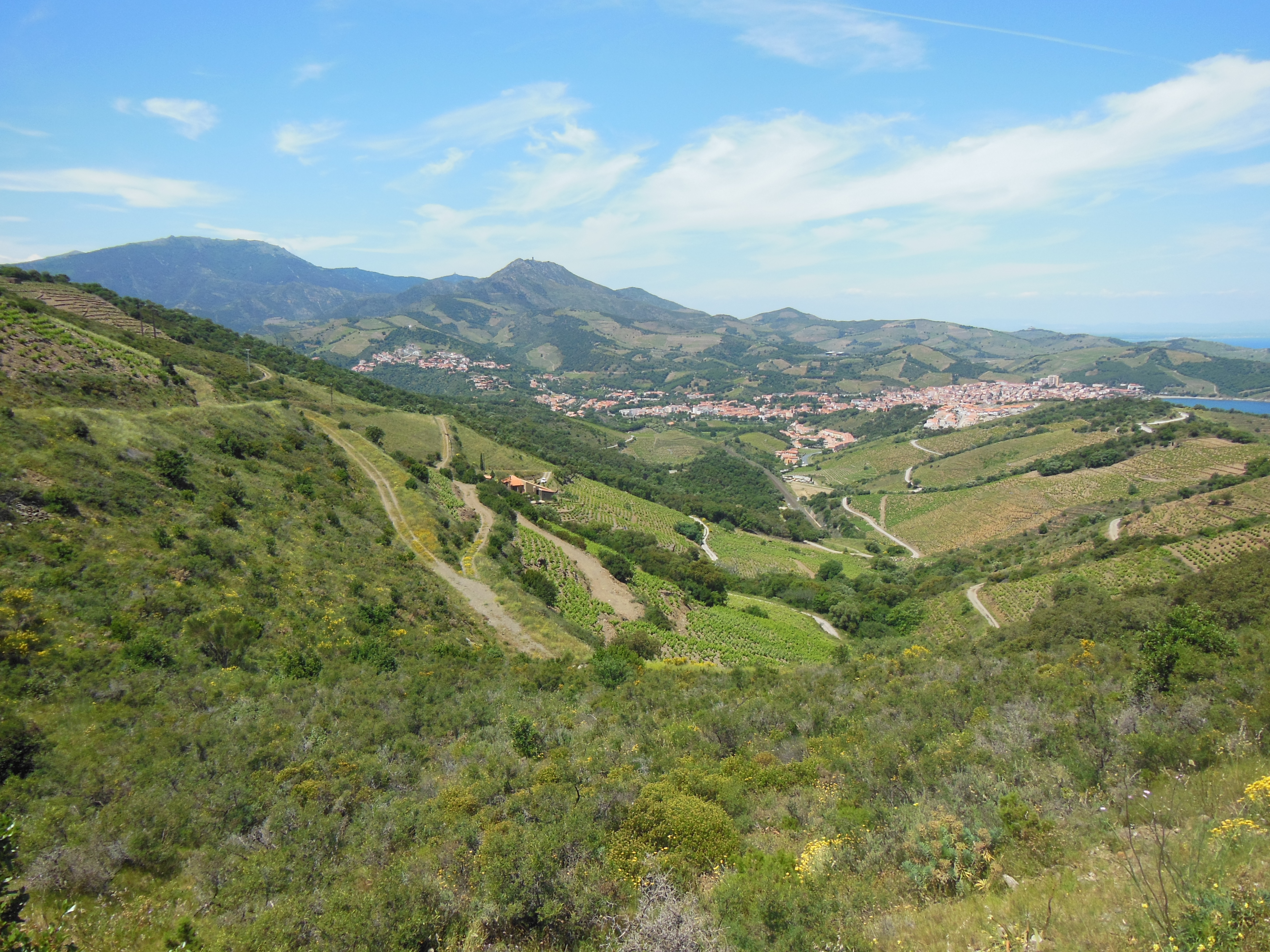
Banyuls-sur-Mer depuis le col de Gran Bau. Au loin : la tour Madeloc (au centre) et le puig de Sallfort (à gauche).

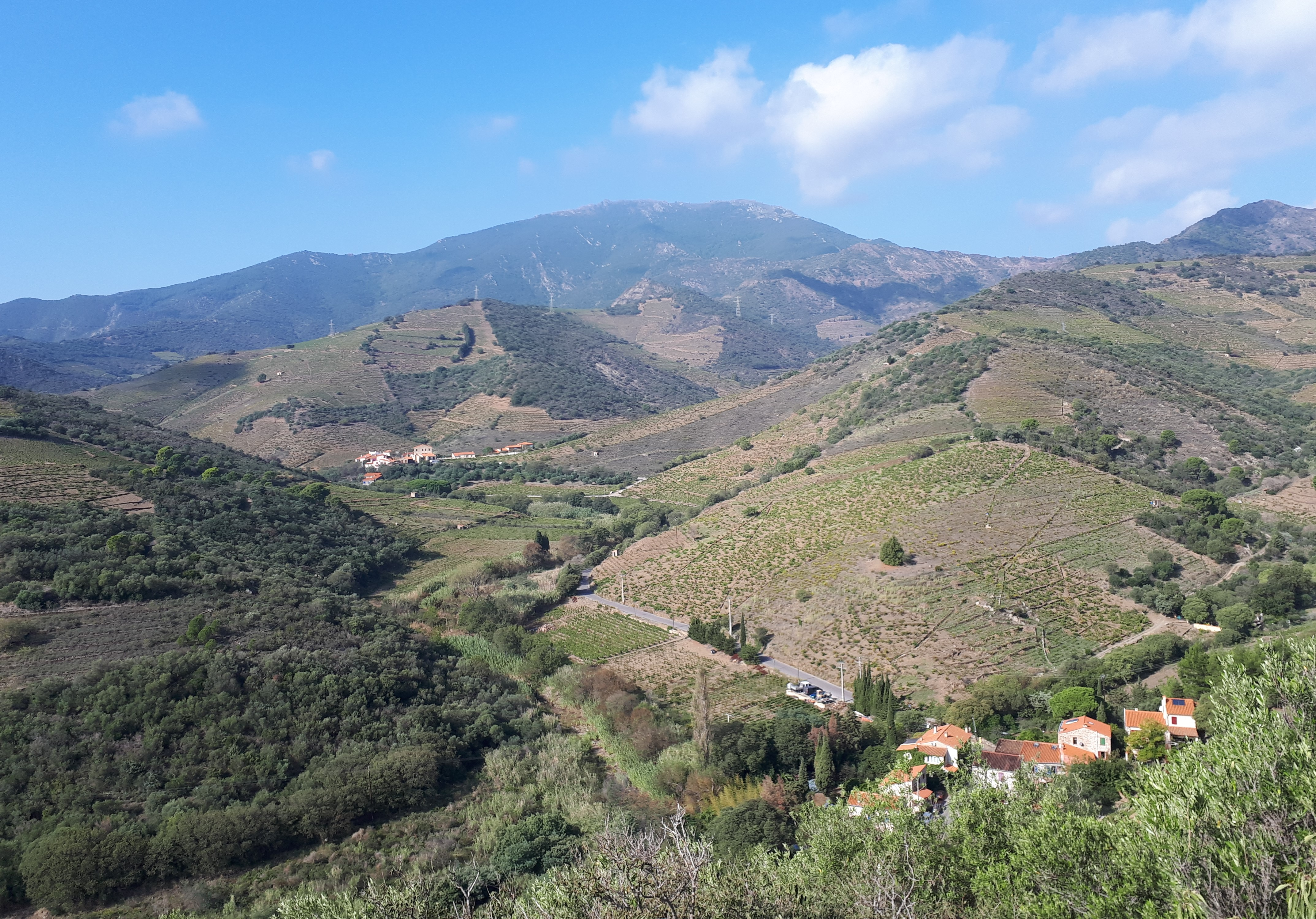
La vallée de la Baillaury, dans la région du Mas Parer, à mi-chemin entre le Coll de Banyuls et le littoral. Au fond : Puig de Sallfort.

- le « coteau de Can Rède » (16 ha)[42] ;
- la « crête de Madeloc » (285 ha), couvrant 3 communes du département[43] ;
- les « crêtes des Albères au col de Gran Bau » (79 ha)[44] ;
- les « falaises de Banyuls à Cerbère » (140 ha), couvrant 2 communes du département[45] ;
- les « oueds de la Baillaury et de ses affluents » (57 ha)[46] ;
- le « vallon, bois et grotte de la Pouade » (334 ha)[47] ;

et une ZNIEFF de type 2, :
les « versants littoraux et côte rocheuse des Albères » (7 986 ha), couvrant 5 communes du département.

Carte des ZNIEFF de type 1 et 2 à Banyuls-sur-Mer.
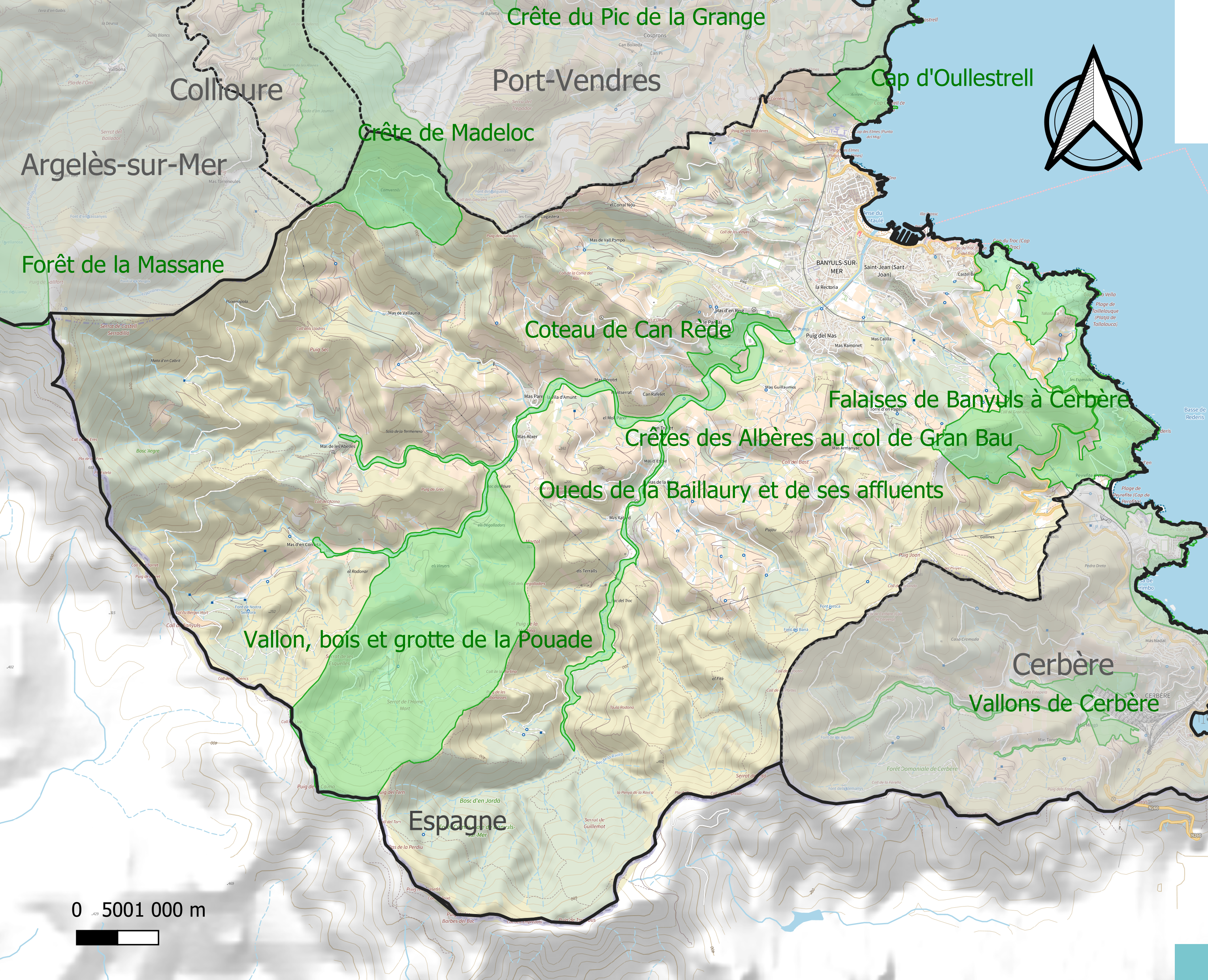
Carte des ZNIEFF de type 1 sur la commune.
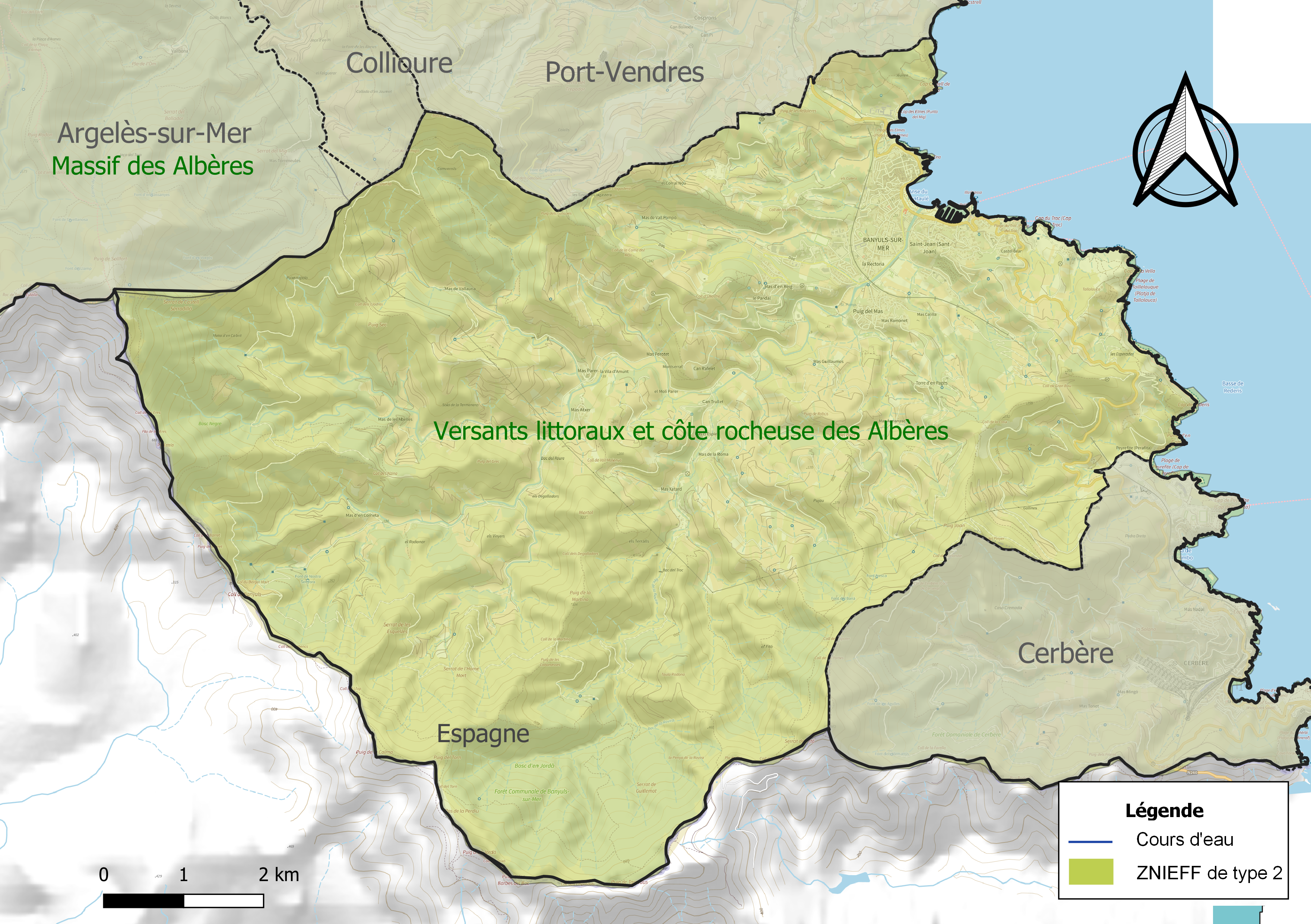
Carte de la ZNIEFF de type 2 sur la commune.

## Urbanisme

### Typologie
Au 1er janvier 2024, Banyuls-sur-Mer est catégorisée bourg rural, selon la nouvelle grille communale de densité à sept niveaux définie par l'Insee en 2022.
Elle appartient à l'unité urbaine de Banyuls-sur-Mer, une unité urbaine monocommunale constituant une ville isolée,. Par ailleurs la commune fait partie de l'aire d'attraction de Banyuls-sur-Mer, dont elle est la commune-centre,. Cette aire, qui regroupe 2 communes, est catégorisée dans les aires de moins de 50 000 habitants,.
La commune, bordée par la mer Méditerranée, est également une commune littorale au sens de la loi du 3 janvier 1986, dite loi littoral. Des dispositions spécifiques d’urbanisme s’y appliquent dès lors afin de préserver les espaces naturels, les sites, les paysages et l’équilibre écologique du littoral, tel le principe d'inconstructibilité, en dehors des espaces urbanisés, sur la bande littorale des 100 mètres, ou plus si le plan local d’urbanisme le prévoit.

### Occupation des sols
L'occupation des sols de la commune, telle qu'elle ressort de la base de données européenne d’occupation biophysique des sols Corine Land Cover (CLC), est marquée par l'importance des forêts et milieux semi-naturels (60,4 % en 2018), en augmentation par rapport à 1990 (57 %). La répartition détaillée en 2018 est la suivante :
milieux à végétation arbustive et/ou herbacée (55,5 %), cultures permanentes (25,1 %), zones agricoles hétérogènes (9,7 %), forêts (5 %), zones urbanisées (4,5 %), eaux maritimes (0,2 %). L'évolution de l’occupation des sols de la commune et de ses infrastructures peut être observée sur les différentes représentations cartographiques du territoire : la carte de Cassini (XVIIIe siècle), la carte d'état-major (1820-1866) et les cartes ou photos aériennes de l'IGN pour la période actuelle (1950 à aujourd'hui).

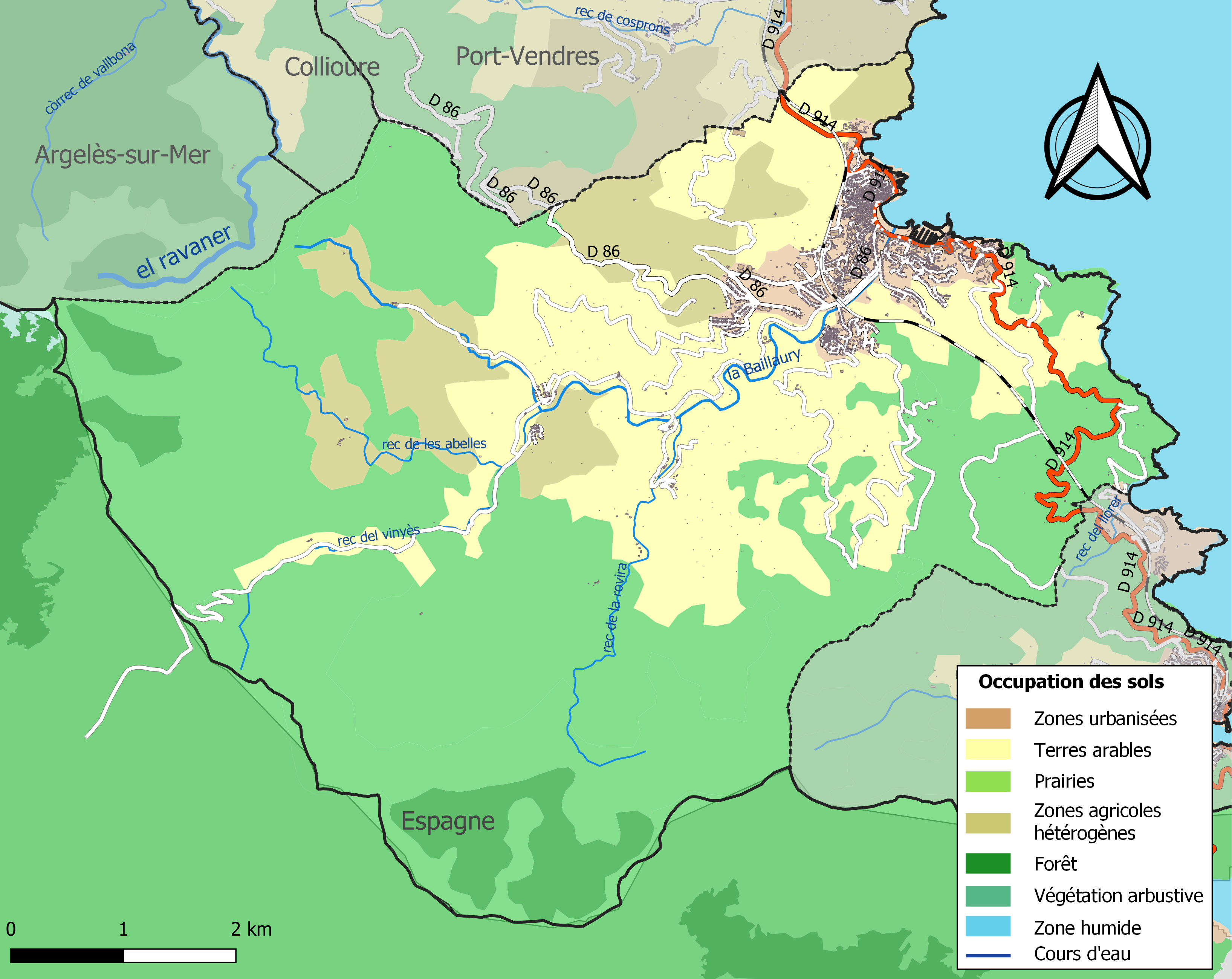
Carte des infrastructures et de l'occupation des sols de la commune en 2018 (CLC).

### Morphologie urbaine
L'essentiel du peuplement de Banyuls-sur-Mer est concentré sur la côte. Dans l'intérieur des terres se trouvent différents hameaux, souvent constitués autour d'anciens mas fortifiés ou des tours de guet :
- Les Abeilles, lieu d'une ancienne église paroissiale, constituait jadis une seigneurie à part entière ;
- Puig del Mas ;
- Mas d'en Reig ;
- Mas Parer ;
- Mas Atxer ;
- Mas Xatard.
- Mas Paroutet

### Logements
4 446 logements à Banyuls-sur-Mer (2006)
Catégorie :
- Résidence principale : 2 229
- Logement occasionnel : 4
- Résidence secondaire : 2 164
- Logements vacants : 50

Type :
- Maisons : 2 055
- Appartements: 2 360
- Autres: 32

Âge :
- Avant 1949 : 1 310
- De 1949 à 1974 : 1 524
- De 1975 à 1981 : 356
- De 1982 à 1989 : 390
- De 1990 à 1998 : 658
- De 1999 à 2005 : 212

### Voies de communication et transports

#### Voies routières
La commune est traversée par la RD 914 en direction de Cerbère et de Port-Vendres et la RD 86 en direction de Collioure et de Port-Vendres.
La ligne 540 (Cerbère <> Perpignan) du réseau régional liO dessert la commune.
Un réseau de navette gratuite couvre Banyuls-sur-Mer toute l'année.
Un autre réseau nommé Esti'Bus se rajoute pendant l'été

#### Voies ferroviaires
Depuis la gare de Banyuls-sur-Mer, l'on emprunte la ligne allant de Cerbère à Narbonne. D'autres gares sont situées à proximité de la commune, comme celle d'Argelès-sur-Mer et celle de Gare de Perpignan.

#### Voies maritimes
Le port de plaisance de Banyuls dispose de 120 places saisonnières.

#### Sentiers de randonnée
Banyuls est le point de départ ou d'arrivée du GR 10 et de la HRP qui traverse les Pyrénées jusqu'à Hendaye et l'Atlantique.

### Risques majeurs
Le territoire de la commune de Banyuls-sur-Mer est vulnérable à différents aléas naturels : inondations, climatiques (grand froid ou canicule), feux de forêts, mouvements de terrains et séisme (sismicité modérée). Il est également exposé à un risque technologique, le transport de matières dangereuses,.

#### Risques naturels
Certaines parties du territoire communal sont susceptibles d’être affectées par le risque d’inondation par crue torrentielle de cours d'eau. Du fait de son exposition marine, la commune est soumise également à un risque d'effondrement de falaise et de submersion marine, due à l'action conjuguée de la montée des eaux par surélévation du plan d’eau lors des tempêtes attaquant la côte et de l’action dynamique de la houle.
Les mouvements de terrains susceptibles de se produire sur la commune sont soit des mouvements liés au retrait-gonflement des argiles, soit des glissements de terrains, soit des chutes de blocs, soit des effondrements liés à des cavités souterraines. Une cartographie nationale de l'aléa retrait-gonflement des argiles permet de connaître les sols argileux ou marneux susceptibles vis-à-vis de ce phénomène. L'inventaire national des cavités souterraines permet par ailleurs de localiser celles situées sur la commune.
Ces risques naturels sont pris en compte dans l'aménagement du territoire de la commune par le biais d'un plan de prévention des risques inondations et mouvements de terrains.

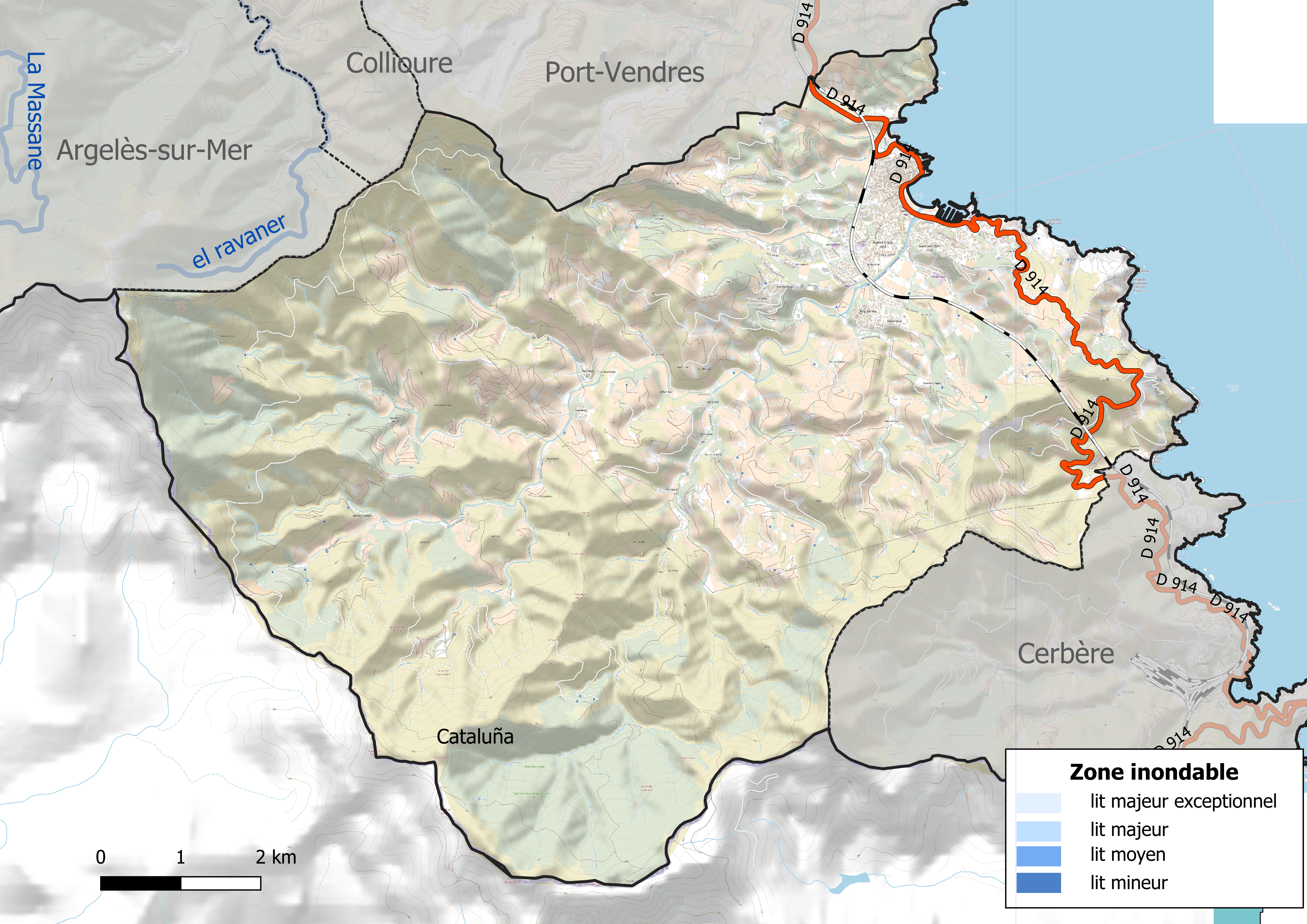
Carte des zones inondables.
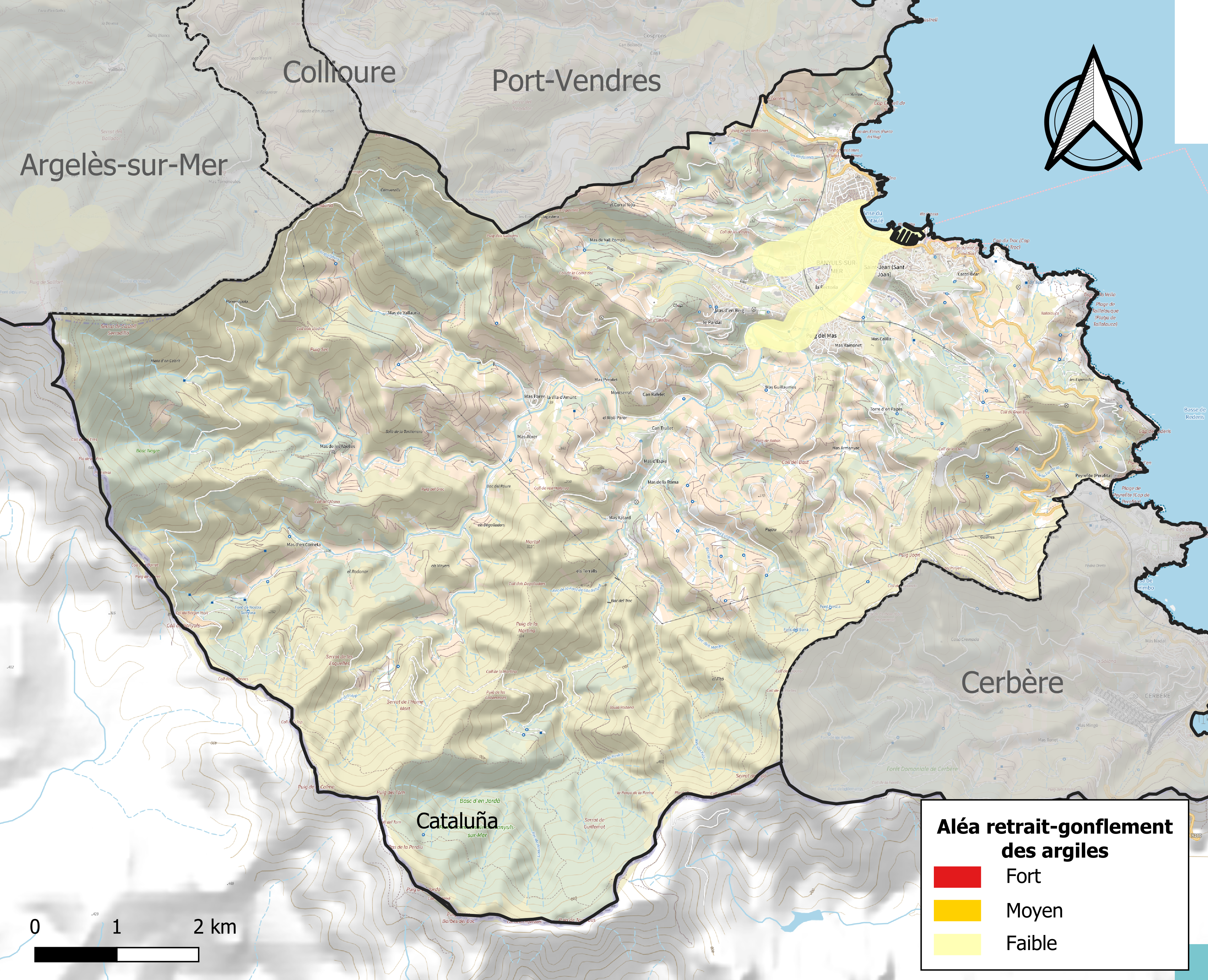
Carte des zones d'aléa retrait-gonflement des argiles.

#### Risques technologiques
Le risque de transport de matières dangereuses sur la commune est lié à sa traversée par une route à fort trafic et une ligne de chemin de fer. Un accident se produisant sur de telles infrastructures est en effet susceptible d’avoir des effets graves au bâti ou aux personnes jusqu’à 350 m, selon la nature du matériau transporté. Des dispositions d’urbanisme peuvent être préconisées en conséquence.

## Toponymie
Le nom catalan de la ville est Banyuls de la Marenda.
Dès 981, on trouve la première mention écrite de la cité sous deux formes différentes : Balneum et Balneola, en latin Balneolis qui veut dire lagune, faisant référence à la Bassa, qui est un marécage formé par l'embouchure de la rivière du Vallauria. La cité est dénommée Bannils de Maritimo en 1074 puis Bannulis de Maredine en 1197, Banyuls de Marestma au XIIIe siècle, Banyuls del Marende en 1674, Bagnols del Maresme en 1774 et Banyuls de la Marenda à partir du XIXe siècle.

## Histoire

### Préhistoire
Plusieurs dolmens situés sur le territoire de la commune attestent d'une présence humaine dès le Néolithique. La grotte de Poada, située dans le Sud de la commune, a livré des vestiges du Néolithique moyen et du premier âge du fer.

### Antiquité

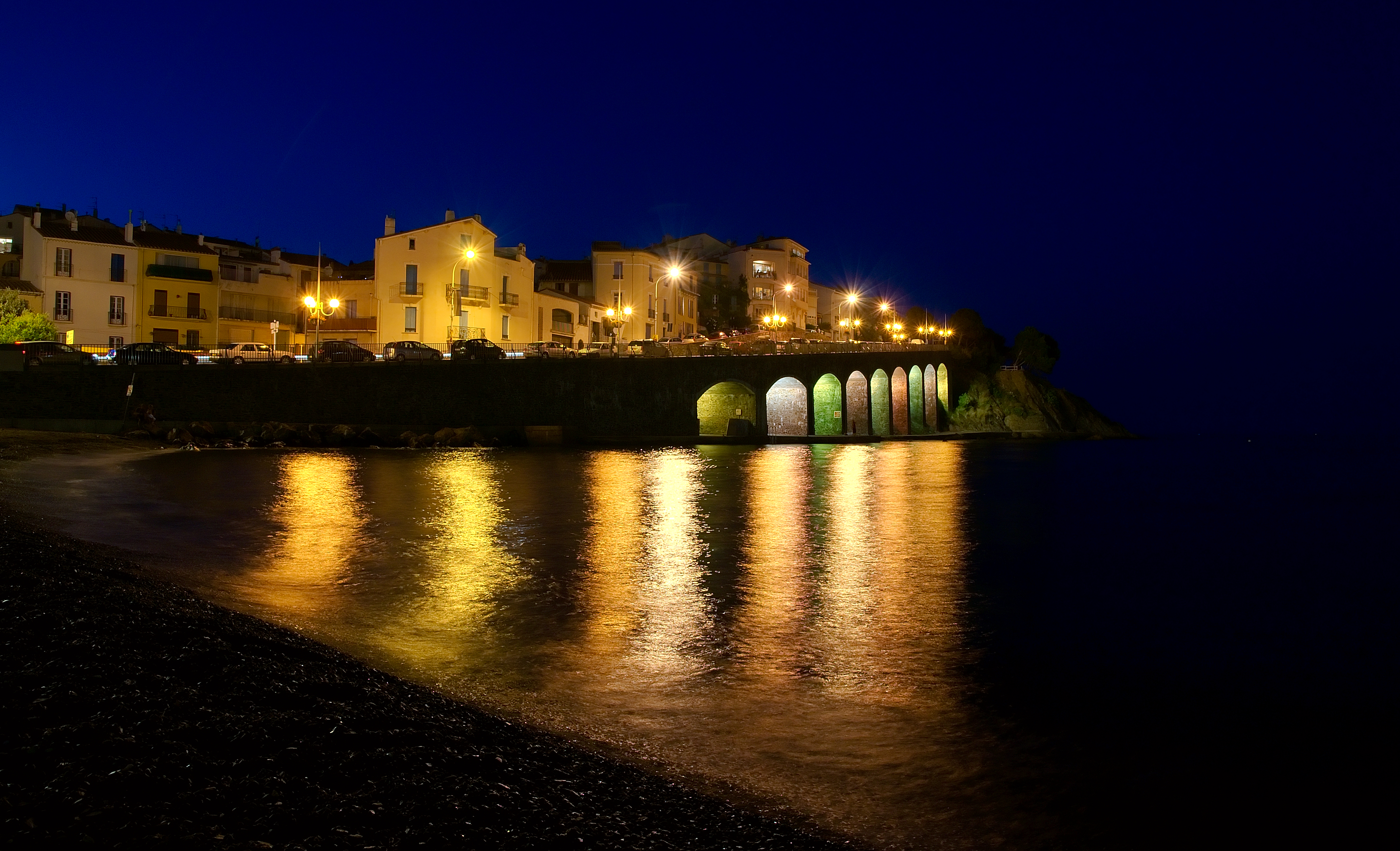
Vue de Banyuls de nuit.

Les Celtes et les Grecs occupaient déjà la côte en 400 av. J.-C.

### Moyen Âge
Comme en témoignent les vestiges archéologiques, il faut attendre le IXe siècle pour que soit habitée de manière continue un espace positionné sur une hauteur située en contrebas du col de Banyuls. Depuis ce point haut, les premiers habitants ont commencé à défricher les collines, jusqu'à ce que leurs descendants arrivent en bord de mer et s'y installent durant le XVe siècle. Le premier peuplement des Abeilles est issu d'une politique volontaire menée par Charlemagne à la fin du VIIIe siècle et poursuivie par son fils durant le IXe siècle. À partir de 785 avec la conquête de la Marca Hispanica par Charlemagne, la nouvelle administration royale carolingienne s'appuie sur le réseau déjà existants des monastères. Ces établissements deviennent les agents de la politique de colonisation lancée dans les territoires ruraux peu peuplés et reculés de la nouvelle zone frontière du Regnum francorum (le royaume des francs). À partir de 844 pour favoriser la mise en culture des terres de l'Empire carolingien, le fils de Charlemagne, Charles II le Chauve officialise et systématise dans les zones frontalières de son empire, le mécanisme de « l'aprisio » déjà contenu dans le droit romain. Désormais, le paysan qui pendant 30 ans défriche, cultive et défend une terre, la reçoit à la fin de son engagement en « alodios » (pleine et entière propriété).
La ville change régulièrement de suzerain, les Banyulencs ont vu le Royaume d'Aragon, puis le Royaume de Majorque du XIIe au XIVe siècle, puis appartient ensuite au Royaume de Castille au XVe siècle[réf. nécessaire].

#### Les Templiers et les Hospitaliers
L'organisation du vignoble, implanté par les Grecs et Phéniciens[réf. nécessaire], va être radicalement modifiée, au cours du Moyen Âge, par les Templiers qui mettent en place un système de filtrage et d'écoulement des eaux pluviales qui est d'ailleurs toujours utilisé actuellement.
La seigneurie de Banyuls-Cerbère est située sur le territoire contrôlé par la commanderie du Mas Deu. Le cartulaire de la commanderie a été conservé. Il porte le titre d'«El llibre de la creu blanca » (Le livre de la croix blanche). La lecture (ardue) du cartulaire nous apprend que l'ordre du Temple possède par legs, 1 mas bâti dans la seigneurie de Banyuls-Cerbère. Le 12 octobre 1246, 33e année du règne de Jacques Ier d'Aragon dit le Conquérant, Guilhema femme de Guilhem de Pau « Donzell » de Banyuls-Cerbère lègue à l'ordre de la milice du Temple une partie de son « honnor » (propriété) du mas « del Villa Superior d'en Guilhem » (l'actuel mas Reig), avec les hommes et les femmes attachés à ce lieu. Un document daté de 1264 (51e année du règne de Jacques I d'Aragon dit le Conquérant) liste les redevances dues par les occupants aux Templiers : « 11 migeras de frumentos » (11 mesures de froment soit 198 litres), « dos y media d'ordia » (2,5 mesures d'orge soit 45 litres), et des « raims, oli, cera y bestia » (raisins, olives, cire et bêtes probablement de basse-cour comme les oies, les poules, voire les porcs...). Cette liste nous indique qu'aucun chevalier ne réside dans le mas.
Avec la dévolution des biens de l'ordre du Temple la commanderie est passée sous les Hospitaliers de l'ordre de Saint-Jean de Jérusalem. L'Ordre a donné en fermage à une famille paysanne les bâtiments et les terres. De plus, sans être modestes les redevances dues par le fermier sont bien loin d'égaler celles payées par d'autres fermiers pour des mas aux terres soit plus étendues soit plus fertiles. L'hypothèse du lien entre Banyuls et les chevaliers du Temple a été créée par des publicitaires dans les années 1950 afin de (re)donner « une image médiévale » au vin de Banyuls.

### Période moderne
L'ensemble du Roussillon est rattaché au royaume de France en 1659, par le traité des Pyrénées signé par Louis XIV de France et Philippe IV d'Espagne, séparant la Catalogne en deux parties. Il faudra plusieurs siècles pour l'adoption de la langue et l'acceptation de la nouvelle autorité française.
À travers la nouvelle frontière se développe une intense contrebande et cette pratique devient la spécialité de la ville. Les pêcheurs, pendant deux siècles, vont transporter, selon les périodes, du tabac, du sel, du riz, du sucre, des draps ou des peaux. Louis XIV et ses successeurs sont impuissants face au phénomène et ces « échanges » vont rester dans une totale impunité. La ville fut nommée la « République contrebandière ».
Sous Louis XV, grâce à la construction de deux batteries côtières en 1758 (l'une en haut de la plage, à l'emplacement de l'actuelle place et l'autre sur le Cap) et à l'entretien de deux bateaux de guerre à Port-Vendres exclusivement destinés à sécuriser la côte, la côte banyulencque commence à être sécurisée vis-à-vis des razzias barbaresques. Les habitants, qui n'occupaient que l'intérieur du territoire (mas fortifiés), commencent à s'installer sur le bord de la côte (village actuel).

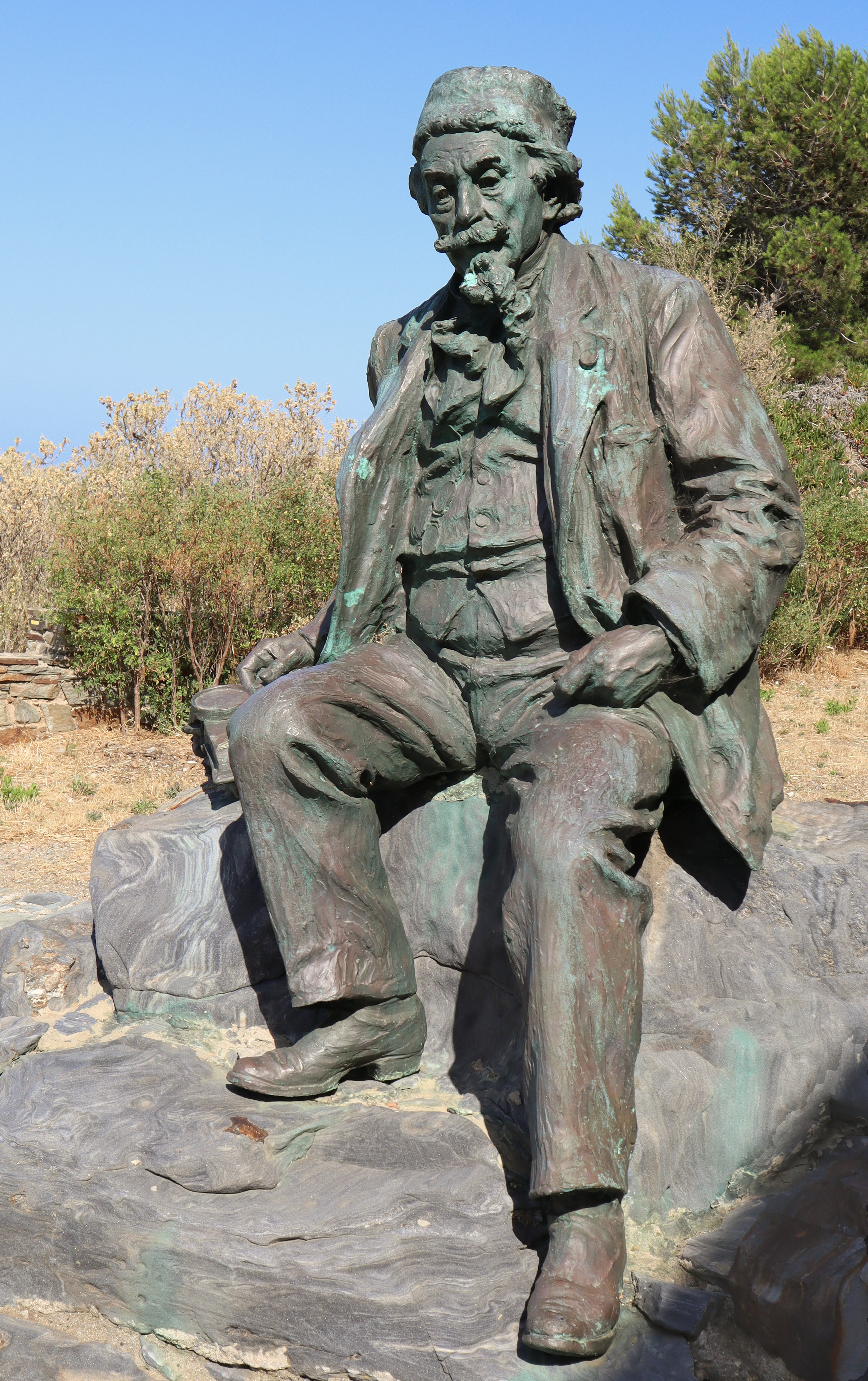
Sculpture en bronze de Henri de Lacaze-Duthiers par Mariano Benlliure

### La période contemporaine
Les troupes espagnoles voulant récupérer la région du Roussillon, tentent une invasion dirigée par le général Ricardos en 1793. Mais durant la bataille du col de Banyuls, ceux-ci se heurtent à la résistance des habitants.
La commune de Port-Vendres est créée le 23 avril 1823 à partir de territoires distraits des communes de Collioure et de Banyuls-sur-Mer.
En 1876 arrive le chemin de fer, ce qui désenclave la ville. Puis les activités changent, la pêche laisse place à la viticulture et au tourisme qui deviennent les activités principales de Banyuls.
Le zoologiste Henri de Lacaze-Duthiers fonde le laboratoire Arago en 1882, abritant plus de 250 espèces représentatives de la faune aquatique méditerranéenne.
Comme toutes les communes françaises, la ville de Banyuls-sur-Mer est fortement touchée par le conflit qui embrase le continent européen de 1914 à 1918.

## Politique et administration

### Canton
En 1790, la commune de Banyuls-sur-Mer est incluse dans le canton de Collioure. Celui-ci étant supprimé en 1801, elle est rattachée au canton d'Argelès jusqu'en 1973 et passe ensuite au canton de la Côte Vermeille lors de sa création,.
À compter des élections départementales de 2015, la commune demeure dans le canton de la Côte Vermeille, déjà existant mais entièrement reconfiguré.

### Liste des maires

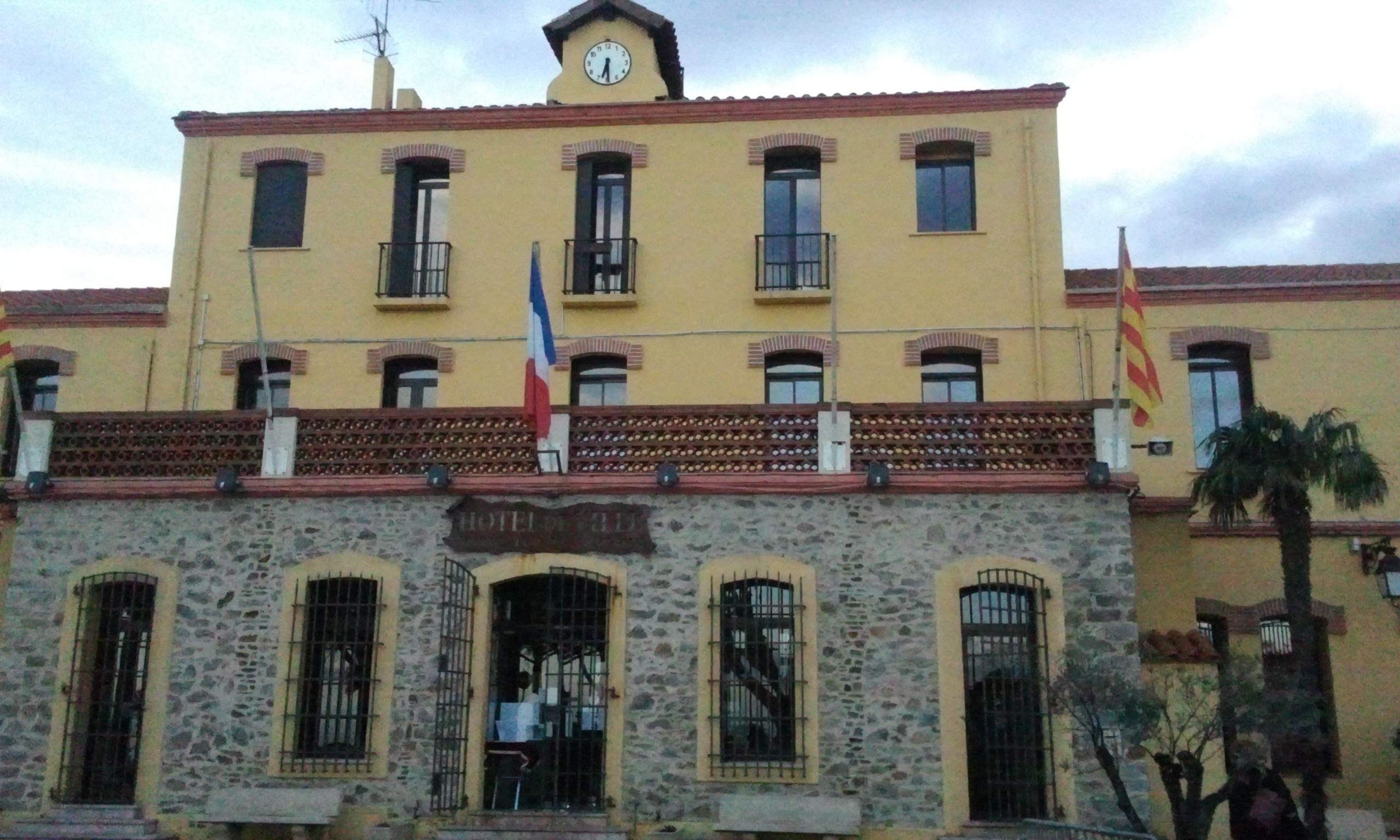
Mairie de Banyuls-sur-Mer.

Les premières élections municipales se déroulent à Banyuls-sur-Mer en 1790, et elles voient la victoire de Jean-Ange Ferrer. Cependant, victime de problèmes de santé, il doit démissionner en 1791, et laisser la place à Raphaël Vilarem qui occupe le poste jusqu'aux élections de 1793. Les élections de 1793 voient la victoire de François Pages qui occupe le fauteuil de maire jusqu'aux élections de 1795.
| Période       | Période                   | Identité                | Étiquette | Qualité                                                                                   |
| ------------- | ------------------------- | ----------------------- | --------- | ----------------------------------------------------------------------------------------- |
| 1793          | 1794                      | André Rocarias          |           |                                                                                           |
| 1795          | 1796                      | François Cabot          |           |                                                                                           |
| 1796          | 1797                      | Sylvestre Douzans       |           |                                                                                           |
| 1797          | 1798                      | Raymond Sagols          |           |                                                                                           |
| 1798          | 1799                      | Vincent Vilarem         |           |                                                                                           |
| 1799          | 1805                      | Sylvestre Douzans       |           |                                                                                           |
| 1805          | 1811                      | Jean Massot             |           |                                                                                           |
| 1811          | 1815                      | Honoré Py               |           |                                                                                           |
| 1815          | 1818                      | Louis Lauret            |           |                                                                                           |
| 1818          | 1821                      | Jean Douzans            |           |                                                                                           |
| 1821          | 1830                      | Jean Massot-Sagols      |           |                                                                                           |
| 1830          | 1830                      | Bonaventure Sagols-Reig |           |                                                                                           |
| 1830          | 1831                      | Jean Douzans            |           |                                                                                           |
| 1831          | 1831                      | Bonaventure Sagols-Reig |           |                                                                                           |
| 1831          | 1837                      | Bonaventure Baille      |           |                                                                                           |
| 1837          | 1840                      | Sébastien Py            |           |                                                                                           |
| 1840          | 1843                      | Isidore Marc            |           |                                                                                           |
| 1843          | 1851                      | Sylvestre Douzans       |           |                                                                                           |
| 1851          | 1865                      | Jean Sagols-Forgas      |           |                                                                                           |
| 1865          | 1870                      | Jacques Vizier          |           |                                                                                           |
| 1870          | 1871                      | Pierre Douzans          |           |                                                                                           |
| 1871          | 1871                      | Aubin Cabot             |           |                                                                                           |
| 1871          | 1877                      | Isidore Sagols          |           |                                                                                           |
| 1877          | 1884                      | Thomas Pascal           |           |                                                                                           |
| 1884          | 1886                      | Fortuné Forgas          |           |                                                                                           |
| 1886          | 1892                      | ?                       |           |                                                                                           |
| 1892          | 1894                      | Rémy March              |           |                                                                                           |
| 1894          | 1904                      | Casimir Sagols-Massot   |           |                                                                                           |
| 1904          | 1906                      | Victor Baille           |           |                                                                                           |
| 1906          | 1908                      | Jean Herre-Centène      |           |                                                                                           |
| 1908          | 1910                      | Joseph Pagès-Barbé      |           |                                                                                           |
| 1910          | 1910                      | Jean Py                 |           |                                                                                           |
| 1910          | 1912                      | Adolphe d'Espie         |           |                                                                                           |
| 1912          | 1919                      | François Sagols         |           |                                                                                           |
| 1919          | 1929                      | Ernest Sagols           |           |                                                                                           |
| 1929          | 1935                      | Emile Pi                |           |                                                                                           |
| 1935          | 1941                      | Vincent Azéma           | SFIO      | Viticulteur                                                                               |
| 1941          | 1942                      | Fortuné Noel Sagols     |           |                                                                                           |
| 1942          | 1944                      | Jacques Pagès           |           |                                                                                           |
| octobre 1944  | mai 1945                  | Honoré Prats            |           |                                                                                           |
| mai 1945      | mai 1953                  | Vincent Azéma           | SFIO      | Viticulteur                                                                               |
| mai 1953      | décembre 1967 (démission) | André-Paul Parcé        | Rad.      | Médecin-biologiste                                                                        |
| décembre 1967 | juin 1972 (démission)     | Raymond Bataller        | DVD       | Inspecteur général de police retraité                                                     |
| juin 1972     | février 1975 (décès)      | Jean Ferrer             | DVD       | Retraité de la Marine nationale                                                           |
| avril 1975    | mars 1977                 | Pierre Bruce            | DVD       | Médecin et ancien directeur du centre héliomarin de Banyuls                               |
| mars 1977     | mars 1983                 | René Ribère             | PS        | Instituteur                                                                               |
| mars 1983     | juin 1995                 | Jean Rède               | RPR       | Hôtelier-restaurateur Conseiller général du canton de Côte Vermeille (1985 → 1998)        |
| juin 1995     | mars 2001                 | Pierre Becque           | UDF-CDS   | Avocat au barreau de Perpignan                                                            |
| mars 2001     | mars 2008                 | Roger Rull              | DVG       | Conseiller pédagogique retraité                                                           |
| mars 2008     | mars 2014                 | Jean Rède               | UMP       | Hôtelier-restaurateur Ancien conseiller général du canton de Côte Vermeille (1985 → 1998) |
| mars 2014     | En cours                  | Jean-Michel Solé,       | DVD       | Viticulteur 9e vice-président de la CC Albères Côte Vermeille Illibéris (2017 →)          |

### Instances judiciaires et administratives

#### Juridictions

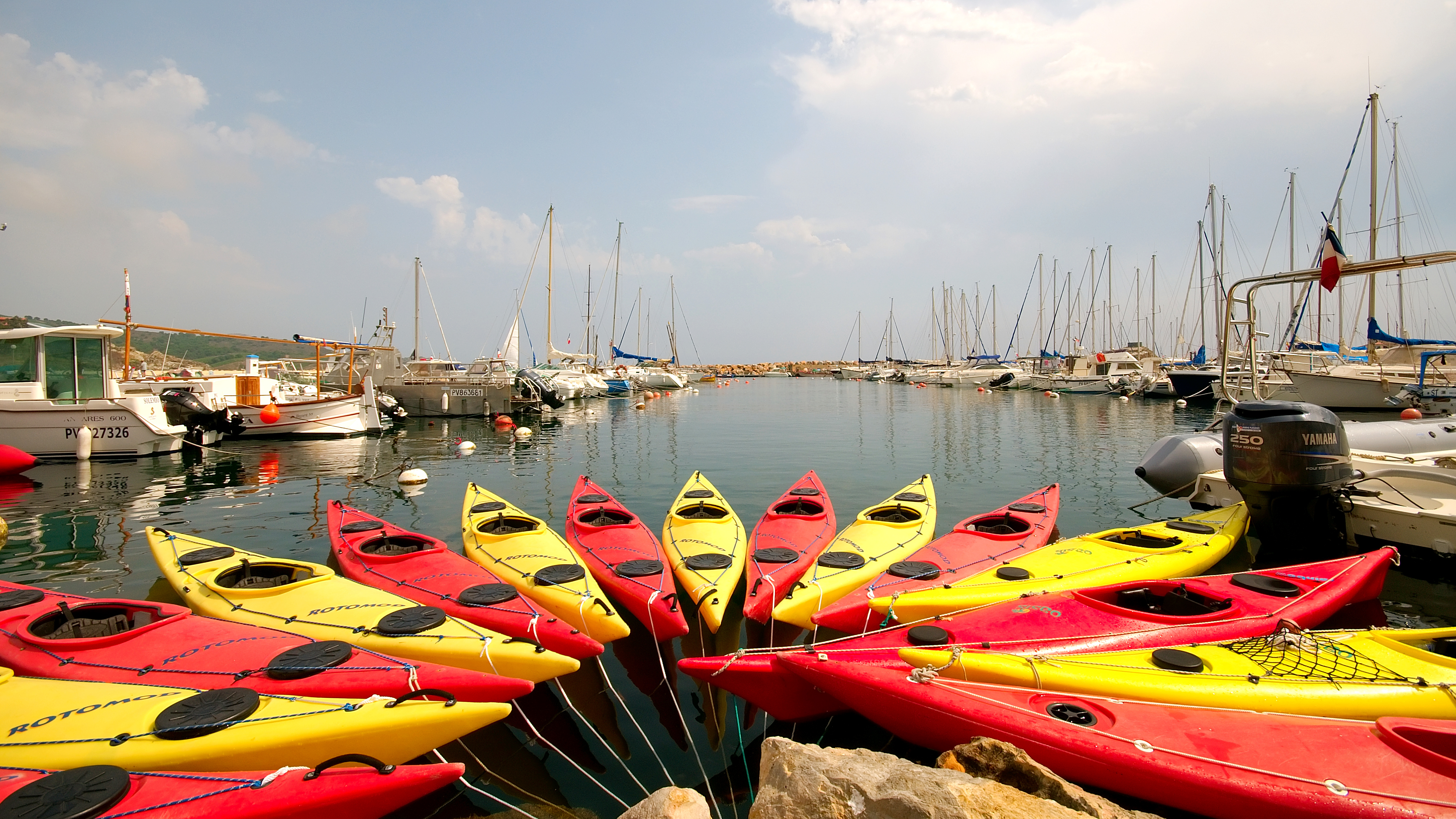
Vue du port de Banyuls.

Banyuls-sur-Mer dépend des tribunaux de :
- Tribunal d'instance : Perpignan ;
- Tribunal de grande instance : Perpignan ;
- Conseil des Prud'hommes : Perpignan ;
- Tribunal pour enfants : Perpignan ;
- Cour d'appel : Montpellier ;
- Tribunal administratif : Montpellier ;
- Cour administrative d'appel : Marseille[78].

#### Communauté de communes de la Côte Vermeille
Créée le 31 octobre 2001, la communauté de communes de la Côte Vermeille est composée de quatre communes : Collioure, Port-Vendres, Banyuls-sur-Mer et Cerbère.
Depuis le 1er janvier 2014, elle est devenue la communauté de communes Albères Côte vermeille Illibéris. À la suite de ses élargissements, elle rassemble 15 communes : Argelès-sur-Mer, Bages, Banyuls-sur-Mer, Cerbère, Collioure, Elne, Laroque-des-Albères, Montesquieu-des-Albères, Ortaffa, Palau-del-Vidre, Port-Vendres, Saint-André, Sorède, Saint-Génis-des-Fontaines et Villelongue-dels-Monts. La structure annonce en 2024 intégrer 56 000 habitants.

#### Forces de l'ordre et sécurité
- La Gendarmerie se trouve rue Amiral Vilarem.
- Le poste de Police Municipale est situé Place Dina Vierny, derrière la Mairie.
- Des Postes des Secouristes (MNS) sont installés sur les plages de la commune durant la saison estivale, de mi-juin à mi-septembre.
- La caserne de Sapeurs-pompiers de Banyuls est située Route du Mas Reig.

### Politique environnementale
La déchèterie la plus proche se trouve à Port-Vendres, à Paulilles à 3 kilomètres (déchèterie de Cosprons).

### Jumelages
- Kralupy nad Vltavou (Tchéquie) (18 150 hab., 21,9 km2) ;
- Settle (Angleterre) (2 421 hab.).

## Population et société

### Démographie

#### Démographie ancienne
La population est exprimée en nombre de feux (f) ou d'habitants (H).
| 1358 | 1378 | 1470 | 1515 | 1553 | 1709 | 1720 | 1730 | 1767  |
| ---- | ---- | ---- | ---- | ---- | ---- | ---- | ---- | ----- |
| 18 f | 50 f | 65 f | 33 f | 27 f | 73 f | 45 f | 71 f | 835 H |

| 1774 | 1789  | - | - | - | - | - | - | - |
| ---- | ----- | - | - | - | - | - | - | - |
| 71 f | 172 f | - | - | - | - | - | - | - |

Notes :
- 1358 : population pour Les Abeilles uniquement ;
- 1378 : pour le Val de Banyuls ;
- 1470 : dont 35 f pour Banyuls et 23 f pour le Val de Banyuls, 2 f pour Les Abeilles et 5 f pour Cosprons ;
- 1515 : dont 29 f pour le Val de Banyuls, 3 f pour Cosprons et 1 f pour Les Abeilles ;
- 1553 : pour Banyuls, Cosprons et Les Abeilles.

#### Démographie contemporaine

##### Évolution de la population
L'évolution du nombre d'habitants est connue à travers les recensements de la population effectués dans la commune depuis 1793. Pour les communes de moins de 10 000 habitants, une enquête de recensement portant sur toute la population est réalisée tous les cinq ans, les populations de référence des années intermédiaires étant quant à elles estimées par interpolation ou extrapolation. Pour la commune, le premier recensement exhaustif entrant dans le cadre du nouveau dispositif a été réalisé en 2007.

En 2022, la commune comptait 4 583 habitants, en évolution de −3,84 % par rapport à 2016 (Pyrénées-Orientales : +3,92 %, France hors Mayotte : +2,11 %).
| 1793 | 1800 | 1806  | 1821  | 1831  | 1836  | 1841  | 1846  | 1851  |
| ---- | ---- | ----- | ----- | ----- | ----- | ----- | ----- | ----- |
| 630  | 755  | 1 032 | 1 497 | 1 608 | 2 022 | 2 209 | 2 467 | 2 562 |

| 1856  | 1861  | 1866  | 1872  | 1876  | 1881  | 1886  | 1891  | 1896  |
| ----- | ----- | ----- | ----- | ----- | ----- | ----- | ----- | ----- |
| 2 619 | 2 637 | 3 008 | 3 599 | 3 609 | 3 850 | 4 050 | 3 119 | 3 222 |

| 1901  | 1906  | 1911  | 1921  | 1926  | 1931  | 1936  | 1946  | 1954  |
| ----- | ----- | ----- | ----- | ----- | ----- | ----- | ----- | ----- |
| 3 111 | 3 301 | 3 216 | 3 373 | 3 476 | 3 564 | 3 655 | 3 682 | 4 020 |

| 1962  | 1968  | 1975  | 1982  | 1990  | 1999  | 2006  | 2007  | 2012  |
| ----- | ----- | ----- | ----- | ----- | ----- | ----- | ----- | ----- |
| 4 271 | 4 436 | 4 000 | 4 093 | 4 662 | 4 532 | 4 632 | 4 644 | 4 652 |

| 2017  | 2022  | - | - | - | - | - | - | - |
| ----- | ----- | - | - | - | - | - | - | - |
| 4 761 | 4 583 | - | - | - | - | - | - | - |

La commune est classée[Quand ?] 2 180e pour son nombre d'habitants en France, 1 636e pour sa superficie et 7 322e pour sa densité.

##### Population
La population a augmenté de 2,3 % entre 1999 et 2007 mais le taux d'hommes a baissé de 0,4 %, et donc au contraire, le nombre de femmes a augmenté de 0,4 %.
On constate une population vieillissante puisque le pourcentage des moins de 19 ans chez les hommes a réduit de 0,8 % et de 0,2 % pour les femmes, 4,4 % pour les hommes de la tranche 20–39 ans et de 3,8 % chez les femmes, toujours entre 1999 et 2007. Et donc cela se répercute sur les tranches 40–59 ans et les plus de 59 ans qui, réunies, augmentent de 5,3 % pour les hommes et de 4 % pour les femmes.
En 2007, le pourcentage de célibataires est de 28,4 %, les mariés sont présents à 48,9 % ; on trouve 13,5 % de veufs et 9,2 % de divorcés.
Le nombre de ménages dans la commune est de 2 218, le nombre moyen de personnes par ménage est de 2 mais les ménages d'une seule personne représentent tout de même 39,7 %. 78,2 % des ménages possèdent au minimum une voiture.
| selon la population municipale des années : | 1968 | 1975 | 1982 | 1990 | 1999 | 2006 | 2009 | 2013 |
| Rang de la commune dans le département      | 9    | 12   | 18   | 18   | 19   | 20   | 20   | 22   |
| Nombre de communes du département           | 232  | 217  | 220  | 225  | 226  | 226  | 226  | 226  |

### Enseignement
- École maternelle et primaire publique Jules Ferry[87].

### Manifestations culturelles et festivités

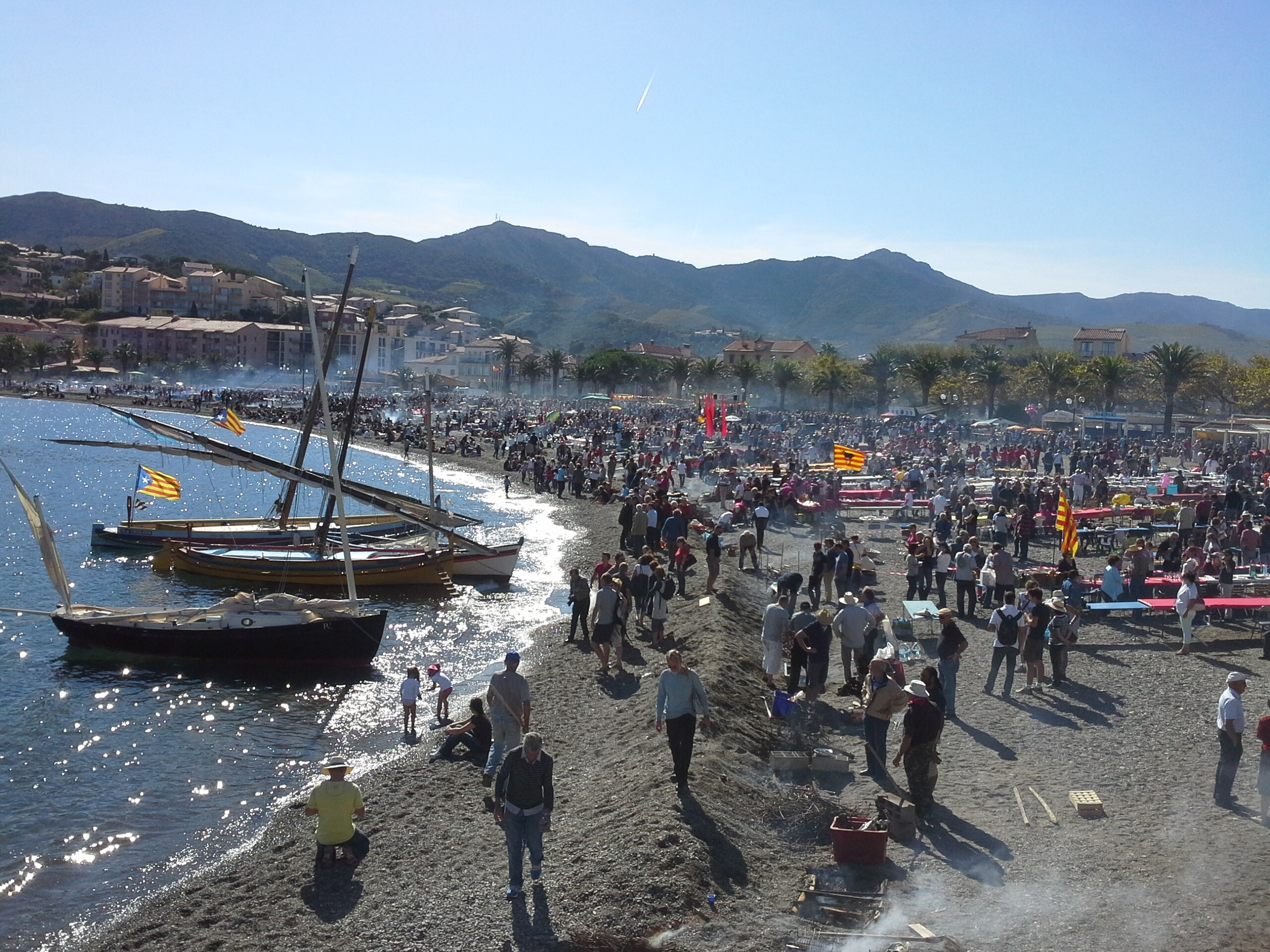
Fête des Vendanges 2013.

- Fête du vin de Banyuls : 10 août[88] ;
- Fête communale : du 29 au 31 août[88] ;
- Fête des Vendanges : depuis 1996, des animations sont proposées pendant trois jours, devant le succès rencontré depuis 2010, cette manifestation se déroule sur cinq jours, du mercredi au dimanche, la deuxième semaine du mois d'octobre[89] ;
- Vide-grenier : fin avril ;
- Fête de l'Orange : troisième week-end du mois de février ; produits de terroir, animations diverses  (ne se fête plus)
- Festival de flamenco à l'ascension ;
- Fête des Écarts (fête des Mas) : dimanche de Pentecôte, repas champêtre et animations diverses ;
- Fête catalane : deuxième week-end du mois de juillet ; expositions, chants marins, défilés en costumes traditionnels, pyramides humaines et bals ;
- Fête du Puig Del Mas (vieux Banyuls) : quatrième week-end du mois de juillet ; spectacles et animations diverses ;
- Grand festival de Sardanes : deuxième week-end du mois d'août ;
- Festa Major : troisième week-end du mois d'août, fête du village avec bals, sardanes, feu d'artifice et animations diverses ;
- Fête de la science : en novembre, organisée par le Laboratoire Arago et les amis du Laboratoire Arago.

### Santé
La commune dispose d'un centre héliomarin, de deux pharmacies, d'un institut de thalassothérapie, une dizaine environ infirmiers libéraux regroupés en plusieurs cabinets, huit médecins généralistes pour trois cabinets dont deux centres médicaux, un laboratoire d'analyse médical, de deux dentistes, et de deux maisons de retraite (EHPAD). Des travaux sont en cours depuis 2022 au centre hélio marin: les bâtiments historiques ont été détruits pour faire place à de nouveaux bâtiments dont une partie reste centre de rééducation, et l'autre partie (actuellement en construction) regroupera les deux maisons de retraite de la commune et accueillera un pôle alzheimer.

### Sports
Les randonnées à pied ou à vélo sont possibles grâce aux nombreux sentiers dont le GR10, tout comme des randonnées sous-marines et sports nautiques.
Des événements sportifs sont organisés sur la plage l'été.
On trouve aussi une multitude de clubs de sport dans la commune :
Il y a un stade, le stade Pierre-Gastou (football et rugby).
Il y a un gymnase, le gymnase Jacques-Moret.

### Cultes
Banyuls-sur-Mer est le centre de la paroisse de la Côte Vermeille.

## Économie

### Revenus de la population et fiscalité
En 2010, le revenu fiscal médian par ménage était de 24 282 €.

### Entreprises et commerces
La viticulture est la principale activité et rapporte 15 millions d'euros de chiffres d'affaires chaque année. « Le Banyuls », appellation d'origine contrôlée de 1936, est limité aux quatre communes de la Côte Vermeille, soit 1 800 hectares de vignes.
Le vin de Banyuls, provenant de vieilles vignes cultivées en terrasses sur les coteaux pentus des Pyrénées (ici, les Albères), est connu pour son être doux et naturel. Les vignes, essentiellement du grenache, sont vendangées jusqu'en octobre pour obtenir un raisin surmûri, à haute teneur en sucre.
Le tourisme est la deuxième activité en relation.

## Culture locale et patrimoine
Banyuls est devenue cité Odyssea, celle-ci respecte son cahier des charges commun.

### Monuments et lieux touristiques

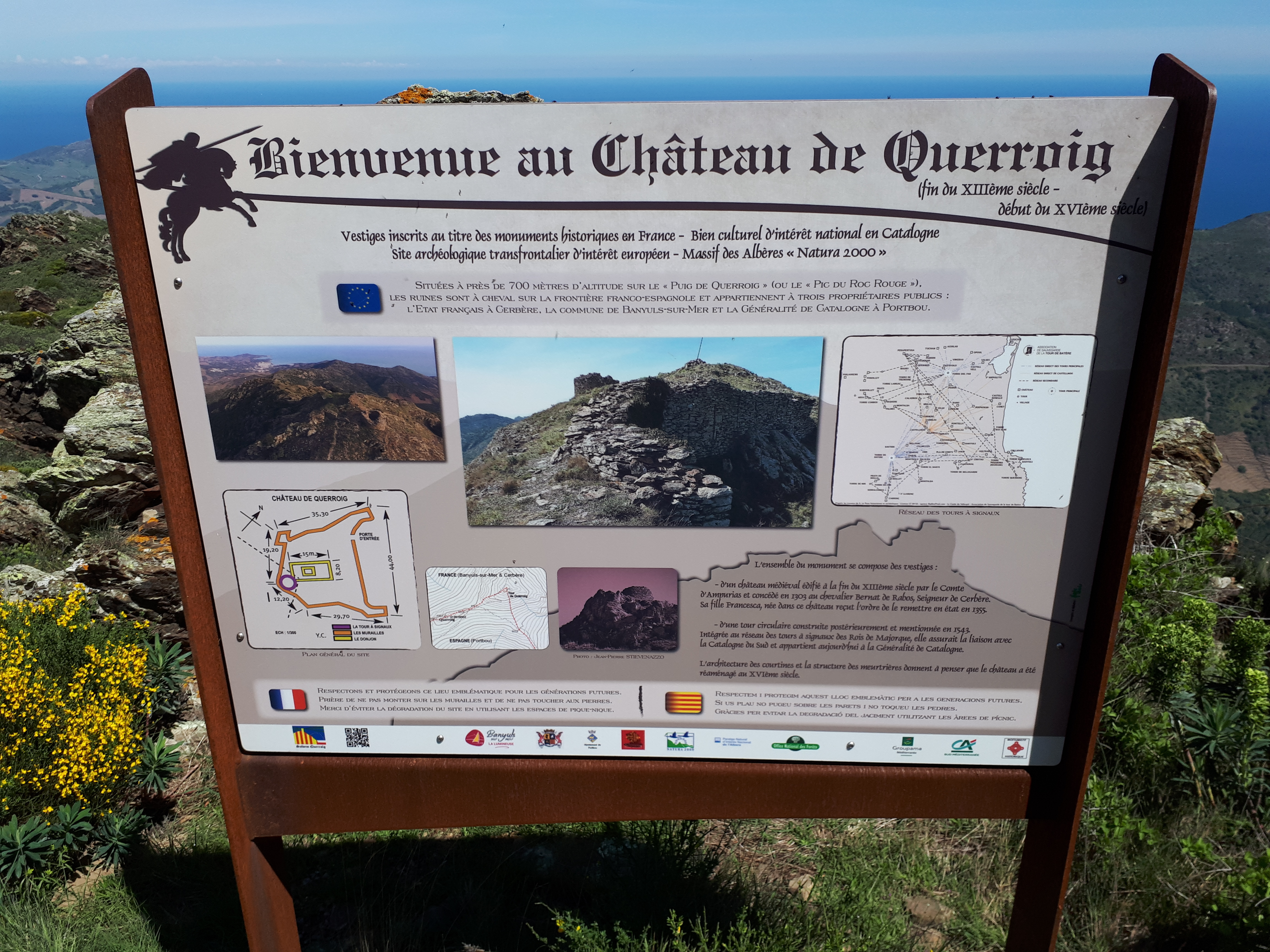
Château de Querroig : pancarte explicative sur place.

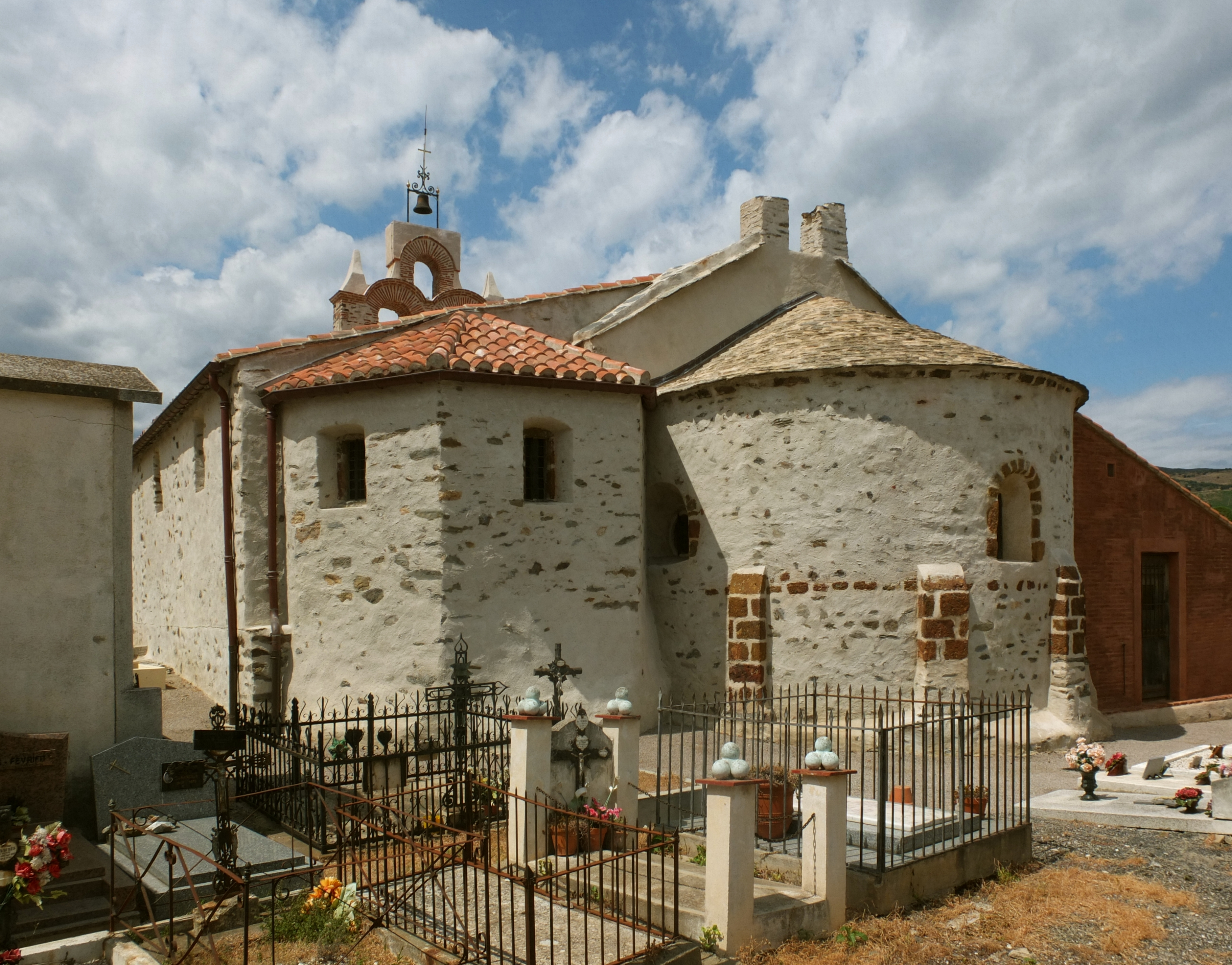
Église de la Rectorie.

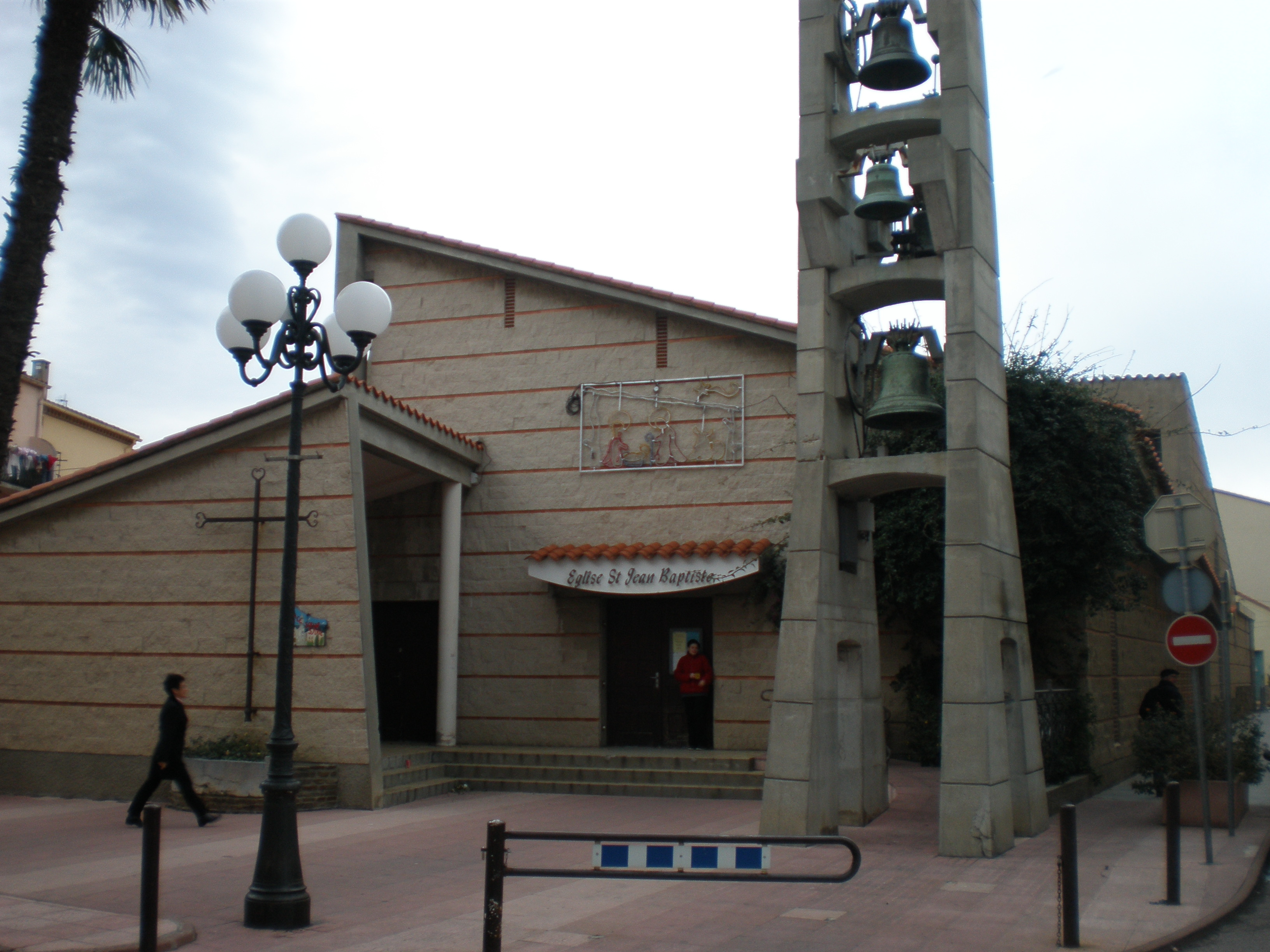
Église Saint-Jean-Baptiste.

- Le monument aux morts, sculpté par Aristide Maillol.
- Les ruines du château de Querroig, situées sur la frontière et à cheval sur les territoires de Banyuls-sur-Mer, Cerbère et Portbou ( Inscrit MH (2016)).
- Maison Douzans, maison particulière comprenant des peintures d'Aristide Maillol ( Inscrit MH (2015)).

#### Dolmens
- Dolmen de Gratallops
- Cova de l'Alarb

#### Églises
- Église Saint-Jean de la Rectoria. De style roman (XIIe siècle),  Inscrit MH (1962)[93].
- Chapelle Notre-Dame-de-la-Salette, inaugurée en 1865.
- Église Saint-Jean-Baptiste de la Bassa, église romane.
- Église Sainte-Marie des Abeilles, de style roman.Chapelle Notre-Dame de la Salette, 1863.

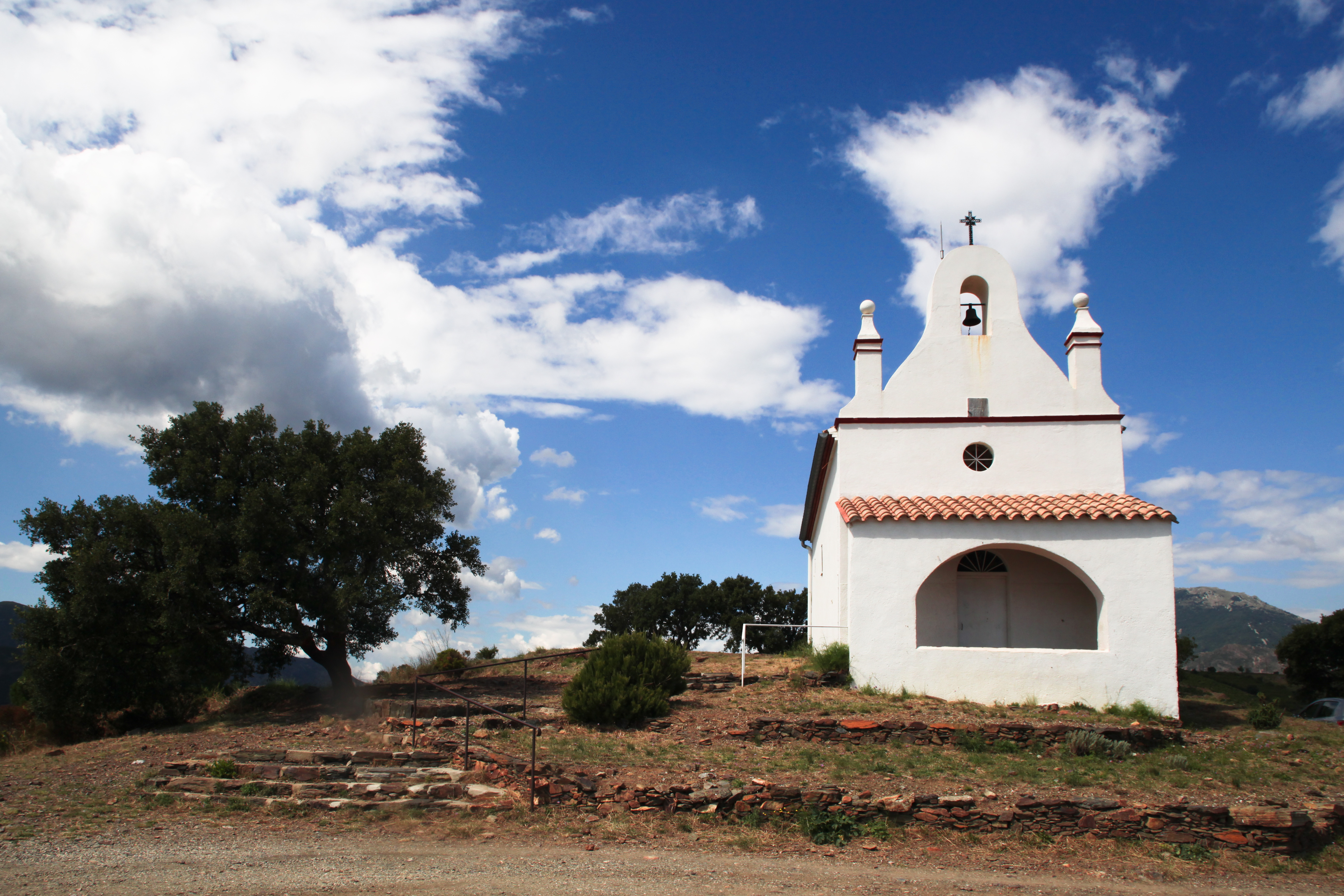
Chapelle Notre-Dame de la Salette, 1863.

- Église Sainte-Marie de Banyuls-sur-Mer.
- Ancienne église Sainte-Marie de Vallàuria.
- Église Saint-Jean-Baptiste de Banyuls-sur-Mer.

### Équipements culturels
- Bibliothèque de Banyuls.
- La salle Novelty, avec des séances de cinéma le mardi, le jeudi (ciné–goûter pour les enfants) et un mercredi par mois.
- Aquarium public de l'observatoire océanographique, rattaché au laboratoire Arago (laboratoire de recherche en biologie marine et aquarium public) détaché de l'Université Pierre-et-Marie-Curie de Paris et associé à l'EPHE. On y trouve plus de 200 espèces de végétaux, d'invertébrés marins et de poissons originaires du département dans quarante bassins depuis 1885.

### Patrimoine culturel
- Musée et tombeau d'Aristide Maillol.
- Le peintre Henri Rivière a peint plusieurs tableaux représentant Banyuls en 1926-1927 :

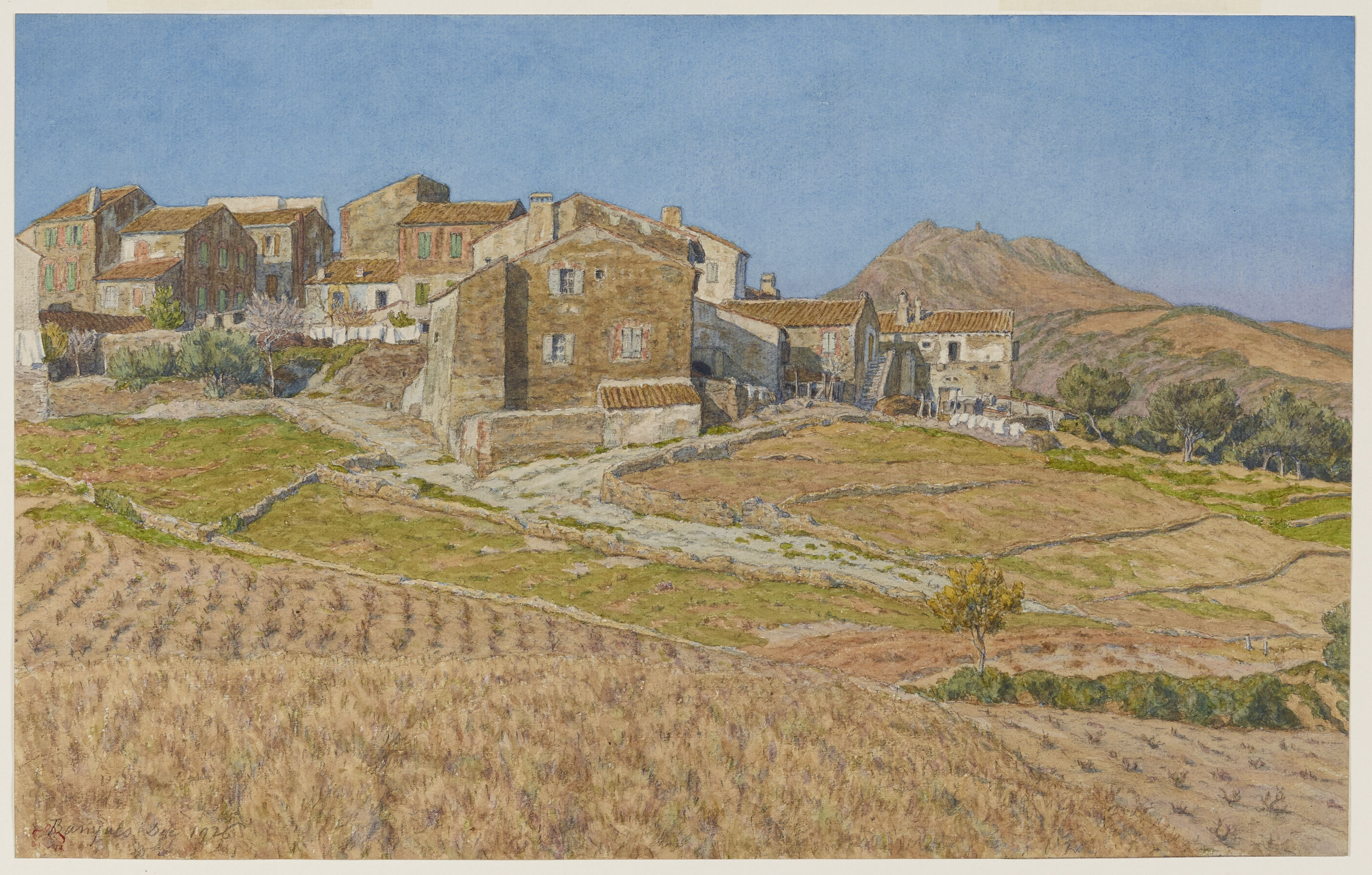
Puig del Mas. Banyuls (dessin, 1926).
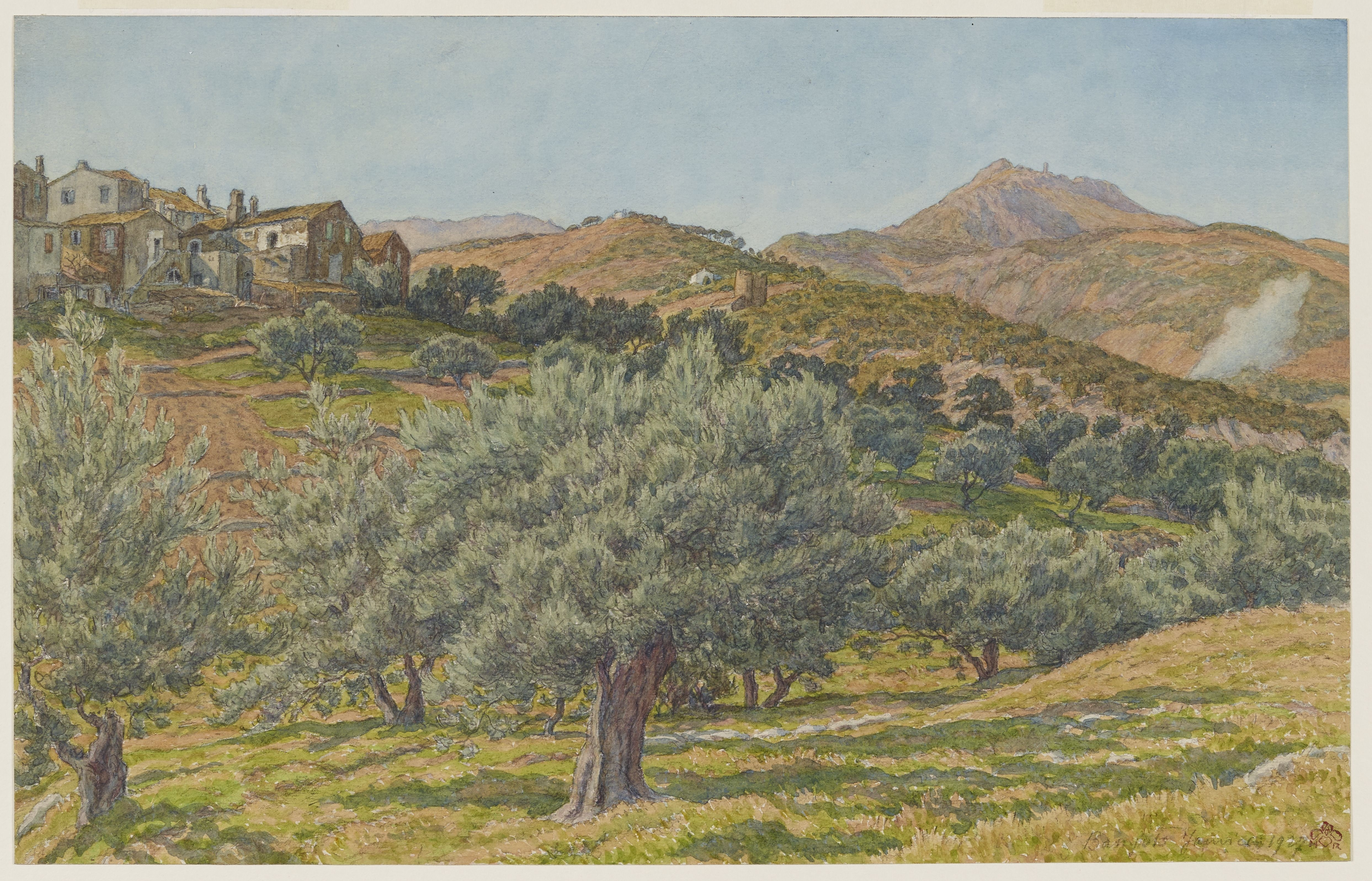
Puig del Mas. La Salette et Madeloc, Banyuls (dessin, 1927).
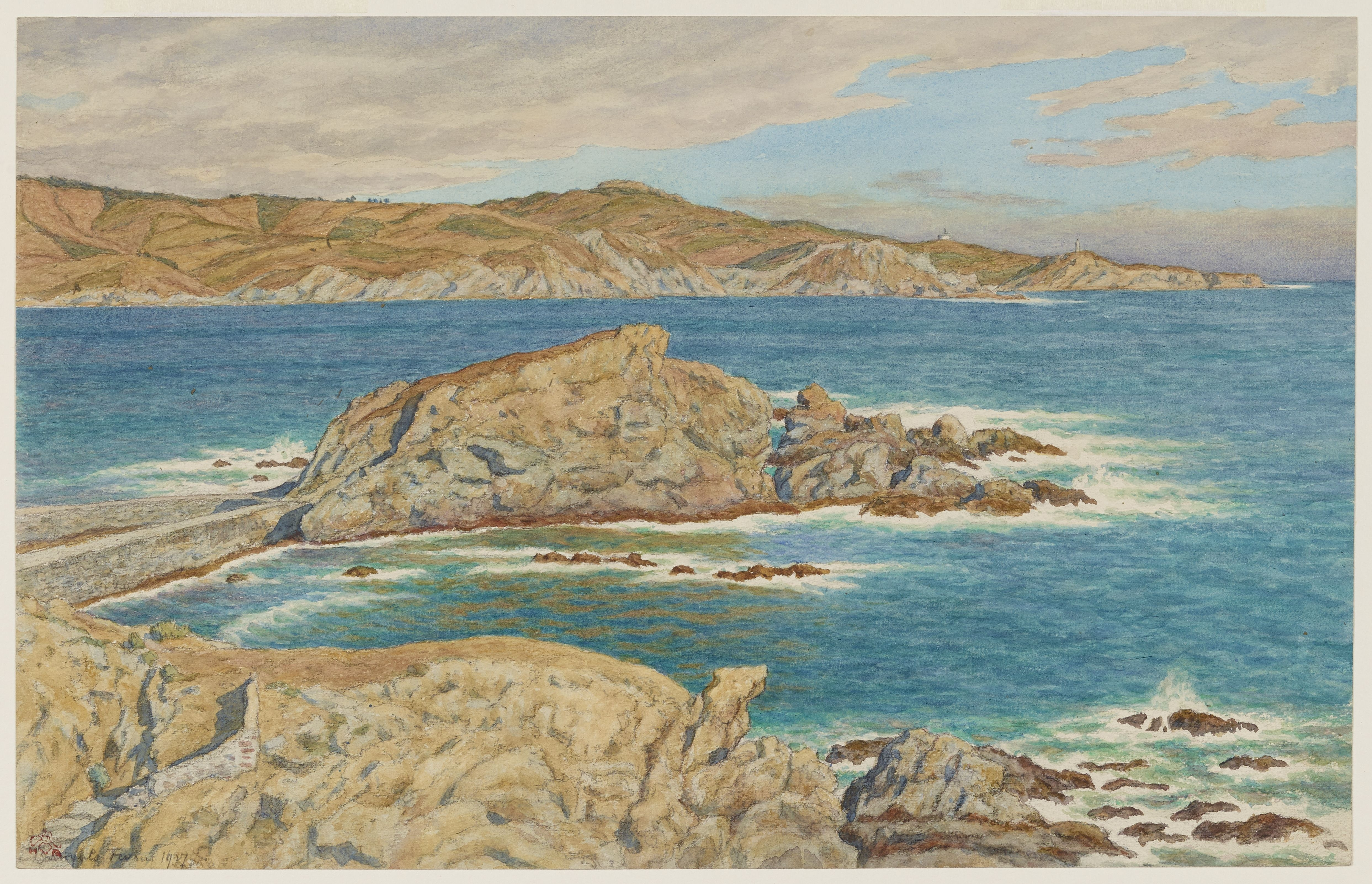
Anse de Banyuls (dessin, 1927)
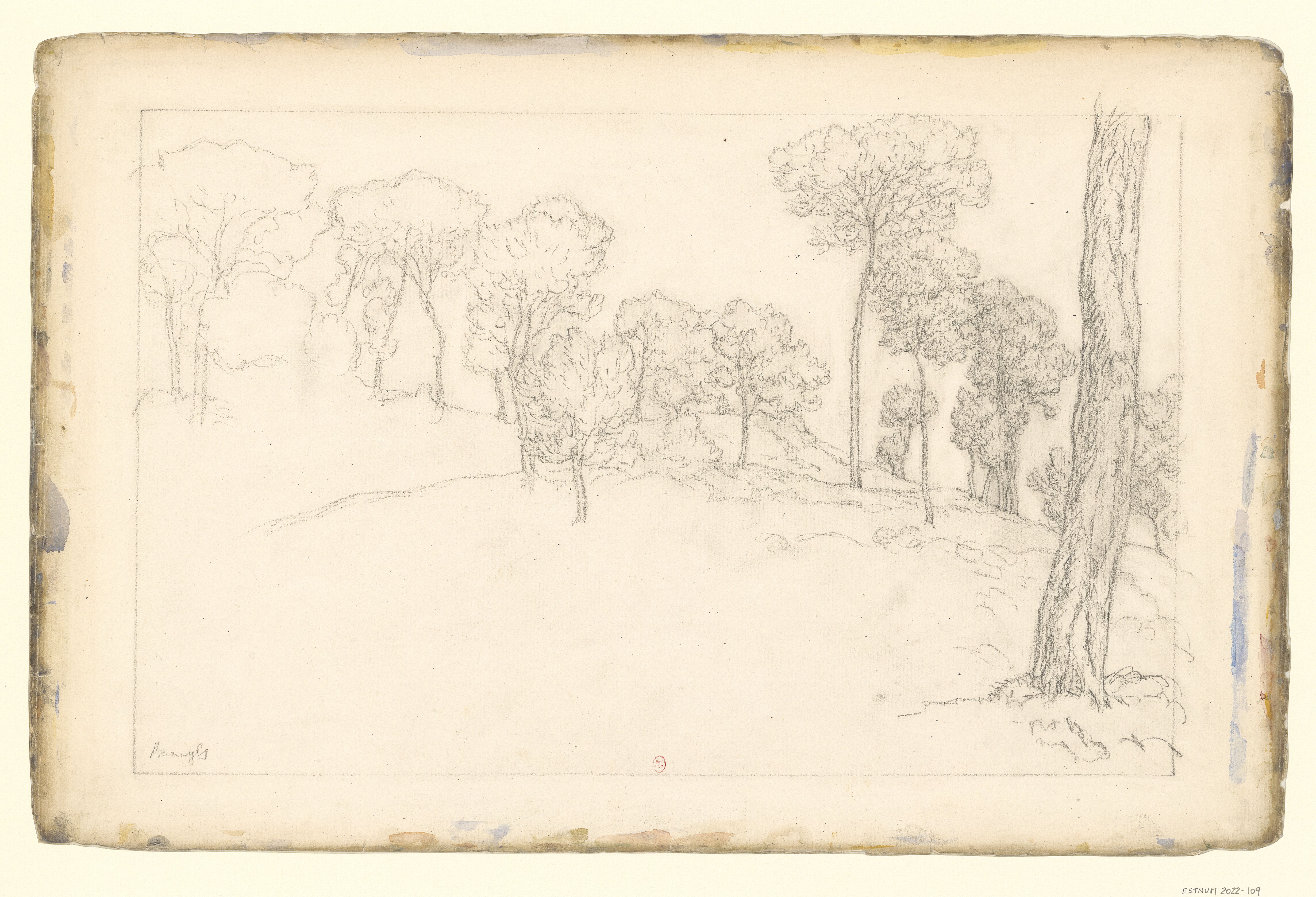
Banyuls (dessin, 1927).

### Patrimoine environnemental
- Le jardin méditerranéen du Mas de la Serre rattaché au Laboratoire Arago est un parc botanique qui a ouvert ses portes en 2010. Ancien jardin de recherches sur l'acclimatation des végétaux du monde entier, le laboratoire de recherche est aujourd'hui fermé.
- Réserve naturelle nationale de Cerbère-Banyuls : elle s'étend sur 6,5 km et couvre 650 ha de mer entre les communes (à l'initiative de sa création) de Banyuls et de Cerbère[94]. Elle est l'unique réserve naturelle exclusivement marine de France. L'idée de la création de la Réserve naturelle nationale de Cerbère-Banyuls remonte à 1969 : le maire de Cerbère fut inquiet de la dégradation de la Côte Vermeille à cause du phénomène touristique et par l'augmentation de l'effort de pêche. Avec l'aide du laboratoire Arago, ils décident d'étudier le cas. C'est le 26 février 1974, qu'ouvre officiellement la réserve.

### Héraldique
| Armes de Banyuls-sur-Mer | Les armes peuvent se blasonner ainsi : D'or aux quatre pals de gueules, à une barque catalane de sinople, habillée et flammée d'argent, voguant sur une mer d'azur, accompagnée d'un listel d'argent chargé de la devise IN MARE VIA TUA en lettres capitales de sable brochant en chef. |

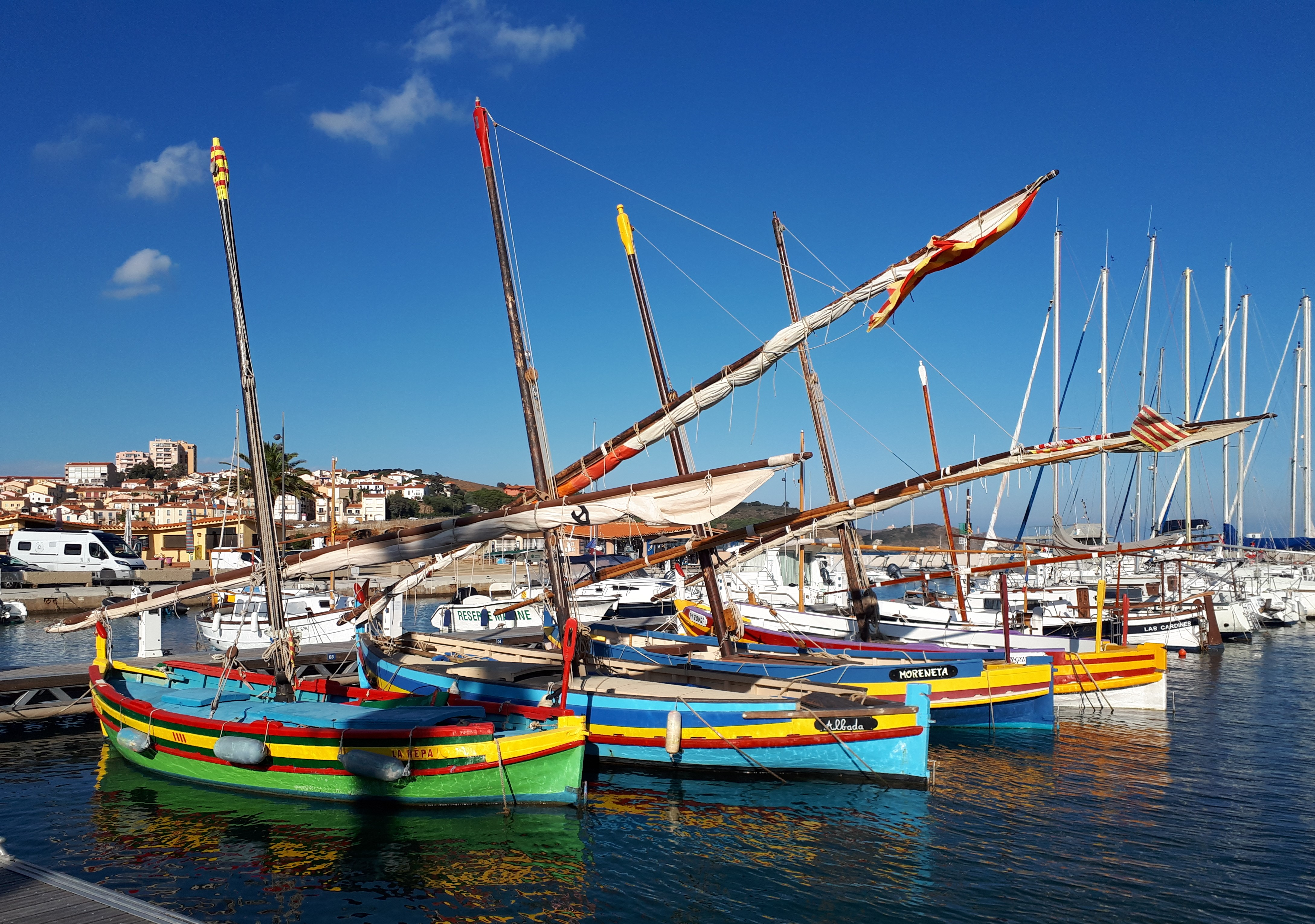
Barques Catalanes, Banyuls-sur-Mer.

### Films tournés à Banyuls-sur-Mer
Films tournés en partie ou en totalité à Banyuls-sur-Mer :
- 1943 : le documentaire Aristide Maillol, sculpteur de Jean Lods, qui filme Aristide Maillol un an avant sa mort est tourné à La Métairie, sa maison à Banyuls depuis 1910 ;
- 1969 : Désirella, film de Jean-Claude Dague sorti en 1970 ;
- 1969 : Et qu'ça saute !, film de Guy Lefranc, sorti en 1970 ;
- 1970 : L'Étalon, film français réalisé par Jean-Pierre Mocky, sorti en 1970 ;
- 2015 : Orage, de Fabrice Camoin, sorti en 2015.

### Personnalités liées à la commune
- François Rous (1828-1897) : curé de la commune et négociant en vin, mort à Banyuls-sur-Mer ;
- Aristide Maillol (1861-1944) : sculpteur né et mort à Banyuls-sur-Mer ;
- Adolphe d'Espie (1878-1956) : homme politique ancien maire de la commune et écrivain (notamment sous le nom de Jean de La Hire), né à Banyuls-sur-Mer ;
- Otto Fritz Meyerhof (1884-1951), médecin et biochimiste germano-américain. Il est colauréat avec Archibald Vivian Hill du prix Nobel de physiologie ou médecine de 1921 pour ses recherches sur le métabolisme musculaire notamment la glycolyse. Il a passé un moment à Banyuls-sur-Mer avec son épouse Hedwig Meyerhof, en 1940, en attente de franchir les Pyrénées pour échapper aux nazis ;
- André Lwoff (1902-1994) à Paris, chercheur en biologie français, prix Nobel de physiologie ou médecine en 1965, avec François Jacob et Jacques Monod, pour la découverte du mécanisme utilisé par certains virus (plus exactement des provirus) pour infecter des bactéries. Il possède un mas à Banyuls-sur-Mer ;
- Manolo Valiente (1908-1991) : sculpteur espagnol inhumé au cimetière du Stade de Banyuls-sur-Mer ;
- Lucien Barris (1921-2005) : joueur de rugby à XV et à XIII né à Banyuls-sur-Mer ;
- Marc Eyraud (1924-2005) : acteur mort à Banyuls-sur-Mer ;
- Jacques Sagols (1929-1992) : joueur de rugby à XV né à Banyuls-sur-Mer ;
- Raymond Centène (1958-) : évêque de Vannes né à Banyuls-sur-Mer ;
- Ludovic Fabregas (1996-) : handballeur professionnel, a grandi à Banyuls-sur-Mer;
- Walter Benjamin (1892-1940) : philosophe né en Allemagne, qui a tenté de fuir le troisième Reich en passant par un chemin frontalier de la commune et s'est suicidé le 26 septembre 1940 à Portbou en Espagne;
- Teresa Rebull (1919-2015), chanteuse de la Nova Cançó et peintre, est décédée à Banyuls-sur-Mer.